# Tropas auxiliares romanas

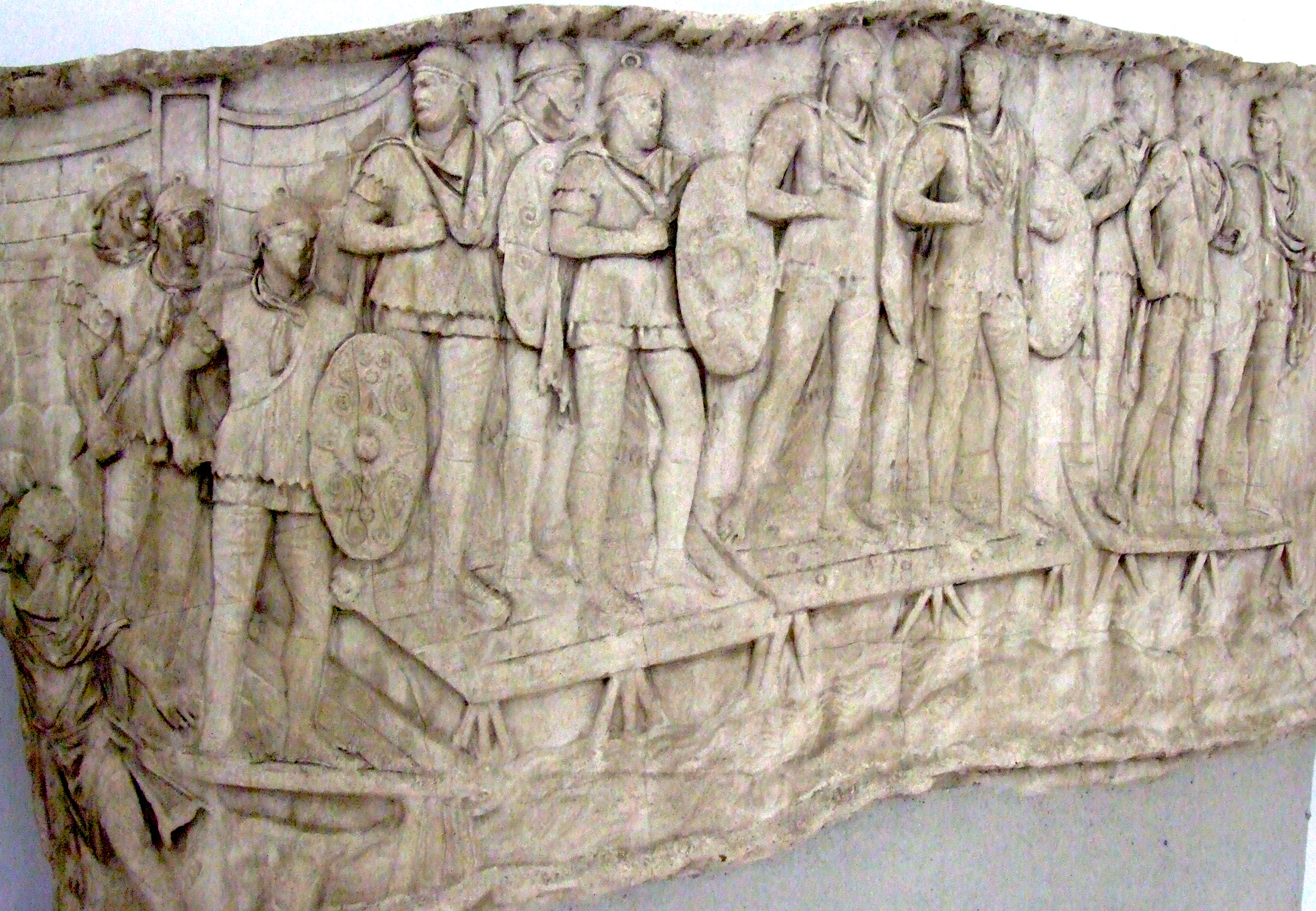
Infantería auxiliar romana cruzando un río, probablemente el Danubio, durante las guerras dacias (101-106). Se distinguen de los legionarios por la forma de sus escudos, ovalados en contraposición a los rectangulares de los legionarios. Columna de Trajano, Roma.

Las tropas auxiliares (del latín auxilia) eran unidades del ejército romano compuestas por soldados que no eran ciudadanos romanos. Su propósito principal era apoyar a las legiones romanas en combate, compuestas en exclusiva por ciudadanos romanos, e igualmente tuvieron un papel importante en las labores de represión, pillaje y escaramuza que complementaban a las batallas campales en las guerras. Lucharon a lo largo del Principado desde el año 30 a. C. hasta el año 284 d. C. Su número fluctuó durante el transcurso del Imperio, aumentando de manera gradual. Hacia el año 70, las tropas auxiliares contenían el mismo número de soldados de infantería que las legiones, y además proveían al ejército romano de la caballería y de tropas especializadas como arqueros o caballería ligera, así como otros tipos de hostigadores. Hacia el siglo II, las tropas auxiliares representaban cerca de dos tercios de la fuerza militar romana.
Las tropas auxiliares eran normalmente reclutadas de entre los peregrini; es decir, de los habitantes de las provincias del imperio romano que no eran ciudadanos romanos (la gran mayoría de la población del imperio durante los siglos I y II). Los auxiliares también se reclutaban de entre los bárbaros (en latín, barbari), que era el nombre que recibían los habitantes de territorios no pertenecientes al Imperio.
Los auxiliares se desarrollaron a partir de variados contingentes de tropas no itálicas, especialmente de caballería, que lucharon en la época de la república de Roma en apoyo de las legiones, y que fueron incrementándose a partir del año 200 a. C. El gobierno de la dinastía Julio-Claudia supuso la transformación de estas levas temporales en ejércitos permanentes con una estructura homogénea, un equipamiento estándar y unas condiciones de servicio estables, logrando que a finales del periodo no hubiera grandes diferencias entre legionarios y la mayoría de los auxiliares en cuanto a entrenamiento, equipamiento o capacidad militar.
Los regimientos auxiliares se estacionaban casi siempre en provincias distintas de la de procedencia. Los nombres de los regimientos de muchas unidades perduraron hasta finales del siglo IV, pero para entonces las unidades habían cambiado en cuanto a tamaño, estructura y calidad.

## Historia

### República Romana (509-27 a.C.)
A lo largo de la historia de Roma, el núcleo de su ejército estuvo constituido por la legión romana. Este cuerpo, que experimentó una gran evolución a lo largo de los siglos, acabó convirtiéndose en una unidad prácticamente invencible cuando luchaba en un terreno adecuado y estaba dirigida por un comandante diligente. No obstante, la legión contaba con una serie de deficiencias importantes, entre las que destacaban la falta de caballería y arqueros. Alrededor del año 200 a. C., una legión romana estaba formada por 4200 soldados de infantería y solo 300 de caballería. Esta alarmante escasez de jinetes entre las filas romanas se debía principalmente al pequeño porcentaje de ciudadanos que podía permitirse comprar y mantener a un caballo; los únicos que podían hacerlo pertenecían al ordo equester, la segunda clase más alta de la sociedad romana de la época, solo superada por el ordo senatorial.
Desde el año 400 a. C., los aliados itálicos (socii) proveían al ejército romano de la mayor parte de su caballería. No obstante, cuando en el año 91 a. C. estalló la guerra Social (91-88 a. C.) se rompió esta alianza militar entre pueblos itálicos y, mediante la consiguiente Lex Plautia Papiria, que otorgó la plena ciudadanía romana a todos aquellos itálicos que todavía no la tenían (los socii), los ejércitos romanos quedaron privados de la mayor parte de su caballería e infantería especializada.
Los generales del período final de la República, como Lúculo, Cayo Mario, Sila, Julio César o Pompeyo, recurrieron al expediente de contratar auxilia irregulares de entre los pueblos aliados de Roma en las provincias, e incluso alistaron unidades de otros pueblos, como germanos, galos o hispanos no conquistados.
Esta situación era a largo plazo insostenible, de manera que cuando el emperador César Augusto instituyó como cuerpo a los auxilia, pretendía crear una serie de unidades que aportasen al ejército romano infantería especializada y caballería, reclutadas de entre los no ciudadanos del Imperio -o de fuera de él- y cuyo uso, al ser su tamaño menor, fuera más flexible que el de las legiones.
Las fuerzas latinas se organizaban en alae (que procede del latín «alas»). Este nombre se debía a que los generales romanos disponían a los auxiliares latinos en los flancos de la línea de batalla romana. El porcentaje de infantería comprendida en un ala aliada, liderada por tres praefecti sociorum con ciudadanía romana, era similar o ligeramente más grande en número (4000-5000 hombres) al de una legión. Por otra parte, el número de jinetes auxiliares era el triple (900 en contraste con los 300 de las legiones). Antes de que estallara la guerra Social, los ejércitos consulares estaban compuestos por el mismo número de alae que de legiones y, de la caballería, el 75 % era proporcionada por los aliados latinos. No obstante, el porcentaje total de caballería seguía siendo modesto: de un ejército consular normal, compuesto por dos legiones y dos alae, había 17 500 soldados de infantería y 2400 de caballería (c. del 12 % del total de la fuerza).
Mientras los romanos se enfrentaron al resto de estados que habitaban la península itálica, su exiguo cuerpo de caballería fue más que suficiente, pues sus enemigos también estaban limitados por su carencia total o parcial de este tipo de fuerzas. No obstante, a medida que Roma se fue enfrentando con otros enemigos de lugares más distantes, y que desplegaban sobre el campo de batalla poderosos contingentes de caballería, la escasez de caballería romana desembocó irremediablemente en importantes derrotas. La importancia de la caballería se puso de manifiesto durante las invasiones de Italia de los galos y del rey griego Pirro de Epiro (275 a. C.), y lo haría decisivamente en el marco de la segunda guerra púnica (218-202 a. C.). Las victorias de Aníbal en las batallas del Trebia y de Cannas se acreditan en gran medida a la superioridad de la caballería hispana, gala y númida sobre la caballería latina. La victoria romana en Zama (202 a. C.) se debió en gran medida al apoyo de caballería que proporcionó el rey Massinisa al ejército de Escipión el Africano. Los romanos contaban con un porcentaje tan pequeño de caballería que en Zama los jinetes númidas superaban a sus homólogos latinos en un porcentaje de 2 a 1. A partir de ese momento, los ejércitos romanos estarían siempre acompañados por un gran número de jinetes no itálicos: caballería ligera númida y más tarde caballería pesada gala. Durante la Guerra de las Galias (58-51 a. C.), el general Julio César empleó en muchas ocasiones regimientos de caballería gala y germana.
El papel de la caballería latina dentro de los ejércitos romanos disminuyó a medida que aumentaba el de los extranjeros. Tanto es así que, a principios del siglo I a. C., la caballería romana había sido eliminada por completo de sus ejércitos. Al término de la guerra Social, cuando se concedió a todos los socii itálicos el estatus de ciudadano romano, las alae también desaparecieron pues, gracias a su recién adquirida ciudadanía, todos los itálicos podían alistarse ahora en las legiones. Por otra parte, la importancia del estatus ecuestre romano dentro de la caballería republicana había desaparecido por completo por esta época. Por todos estos factores, la legión republicana tardía estaba totalmente desprovista de caballería y solo fue hasta el ascenso al poder de Augusto que se le volvió a añadir un contingente de 120 jinetes.
Cuando estalló la segunda guerra púnica, los romanos estaban tratando de remediar el hecho de que no contaban con efectivos itálicos especializados, elemento muy importante en los ejércitos romanos de la época. El historiador Tito Livio afirma que el tirano de Siracusa, Hierón II, ofreció al Senado proporcionar a los ejércitos republicanos fuertes contingentes de arqueros y honderos. A partir del año 200 a. C., los romanos optaron por contratar un número fijo de mercenarios a fin de subsanar la falta de efectivos itálicos, y desde entonces las legiones romanas estuvieron casi siempre acompañadas por parte de estos mercenarios en sus campañas a lo largo de todo el Mediterráneo: los sagittarii (arqueros) de Creta, y los funditores (honderos) de las Islas Baleares.
Las tropas auxiliares no italianas que las provincias, las ciudades y los reyes amici (estado cliente) proveían a los ejércitos de la República estaban sujetas a las necesidades del momento. A menudo, se empleaban fuerzas extranjeras comandadas por sus propios líderes y sujetas a su propia organización para campañas específicas y se disolvían poco después.

### Reinado de Augusto (27 a. C - 14 d.C.)

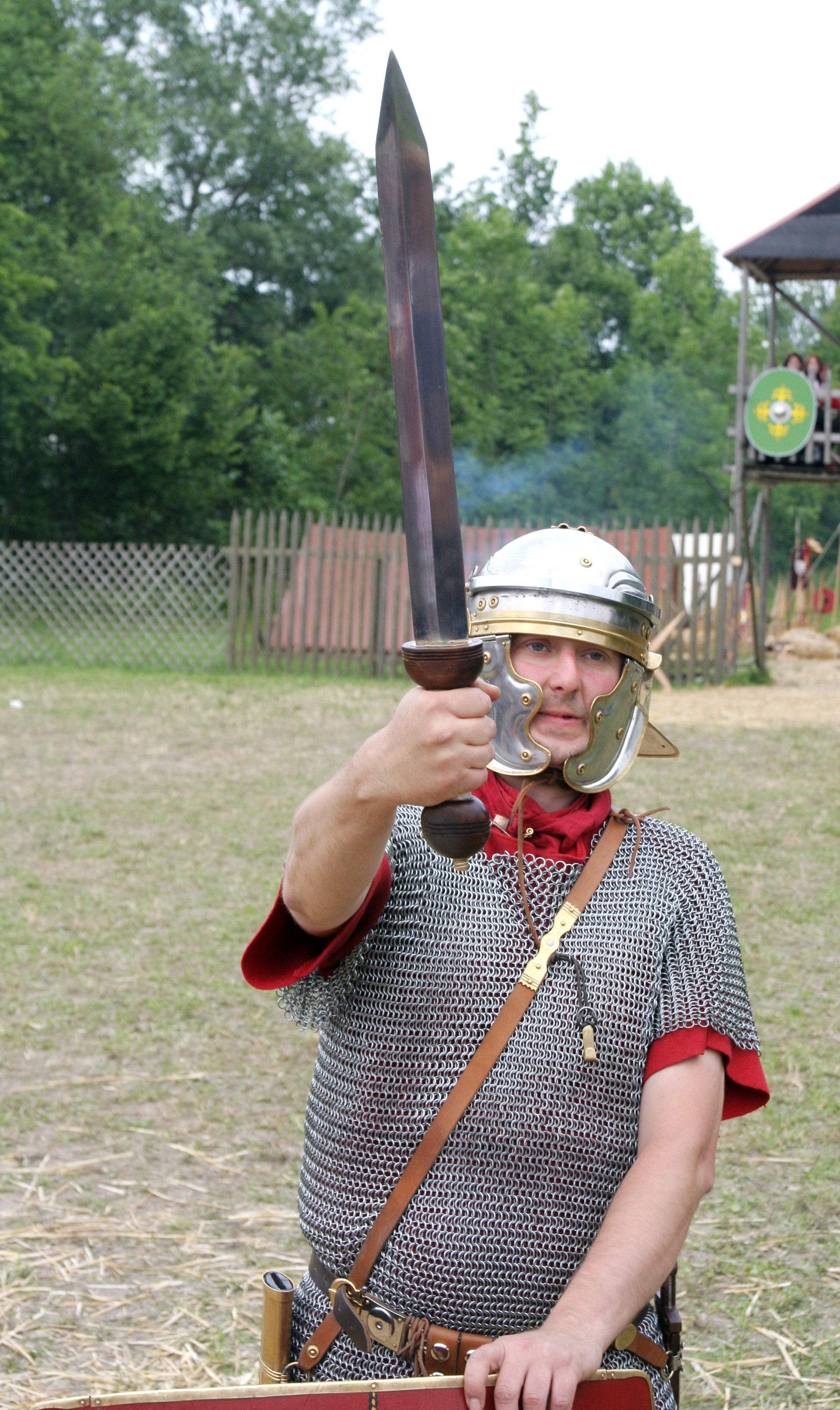
Actor vestido con el equipamiento típico de los soldados de infantería romanos y mostrando un gladius. Esta espada fue creada a partir del diseño utilizado por los pueblos íberos de la Hispania prerromana. El ejemplar mostrado en la foto es del tipo Pompeii, usado desde finales del en adelante. Era más corto y estaba diseñado para ensartar al enemigo en combate cuerpo a cuerpo. En la cadera izquierda del soldado puede verse su pugio (daga) y porta la cota de malla (lorica hamata) y un casco imperial de tipo gálico y se apoya sobre su escudo rectangular (scutum). Las armas y armaduras del soldado de infantería auxiliar eran idénticas, salvo por el hecho de que el escudo que portaba era ovalado (clipeus).

Al término de la cuarta guerra civil (30 a. C.), Augusto licenció a la mayoría de las unidades extranjeras que componían las tropas auxiliares. No obstante, las más experimentadas no solo no recibieron la orden de disolución, sino que se convertirían en el núcleo de las fuerzas auxiliares durante el reinado de la Dinastía Julio-Claudia. Durante los primeros años de su reinado, Augusto creó el cuerpo de auxilia inspirándose en las fuerzas latinas que empleaba la República antes del estallido de la guerra Social. Los auxilia, concebidos como un cuerpo de tropas no ciudadanas paralelo a las legiones, tenían una diferencia fundamental con respecto a los auxiliares que empleaban los republicanos: en tiempos de la República, los cuerpos auxiliares estaban formados por meros reclutas que habían sido alistados para una campaña concreta, y que se disolvían una vez que terminara la campaña en la que servían; bajo el reinado de Augusto, este cuerpo estaba totalmente formado por voluntarios profesionales que prestaban servicio en unidades permanentes.
Augusto organizó a los auxilia en regimientos del mismo tamaño que las cohortes debido a que consideró que cuantas menos tropas componen una unidad, esta es más flexible. Estos regimientos eran de dos tipos: el ala quinquagenaria (caballería) y la cohorte (infantería), añadiéndose la cohors equitata (mezcla de caballería e infantería) bajo la dinastía Julio-Claudia. La estructura del cuerpo de auxilia difería de las alae latinas al contar con un porcentaje mayor de caballería.
No está claro cuál era el tamaño de estas nuevas unidades instituidas por Augusto, ya que las pruebas más recientes datan del siglo II, momento en que el número de unidades de las tropas auxiliares podría haber cambiado. Las cohortes se dividían al estilo de los legionarios: seis centuriae formadas por 80 hombres cada una. Por su parte, las alae se dividían en turmae, escuadrones de 30/32 hombres cada uno liderados por un decurión (latín: «líder de diez»), título que derivaba de la caballería republicana anterior al estallido de la guerra Social, dividida en turmae y liderada por tres decuriones cada una. La cohors equitata estaba formada por un contingente de infantería al que se le añadía cuatro turmae de caballería.
A nivel total, los regimientos auxiliares estaban dirigidos por un praefectus que podía ser:
- Un noble nativo al que se concedía la ciudadanía romana. Un ejemplo lo hallamos en el cacique germano Arminio, que actuó como prefecto auxiliar antes de rebelarse contra Roma.
- Un romano que podía ser un miembro del ordo equester o un centurión de alto rango.[16]

Al comienzo del reinado de Augusto, el núcleo de las tropas auxiliares de Occidente estaba compuesto por guerreros procedentes de las belicosas tribus galas (especialmente de las que residían en la Gallia Belgica, que entonces incluía las provincias de Germania Superior e Inferior) y de Iliria. Al término de las guerras cántabras (19 a. C.), el Imperio se anexionó las provincias de Hispania y Lusitania, territorios que pronto se convirtieron en grandes fuentes de reclutamiento. En los años próximos, Augusto conquistaría las regiones de Recia (15 a. C.), Nórico (16 a. C.), Panonia (9 a. C.) y Mesia (6), territorios que junto con Iliria llegarían a ser la principal fuente de reclutas auxiliares del Imperio. En Oriente, donde los sirios suministraban a Roma la mayor parte de los arqueros de su ejército, Augusto anexó las provincias de Galacia (25 a. C.) y Judea (6); la primera de estas, una región de Anatolia cuyo nombre derivaba de las masivas migraciones que allí habían realizado los galos hacía siglos, se convirtió también en una importante fuente de reclutas. Por su parte, la caballería ligera era suministrada desde las provincias de África, donde se anexionaron las regiones de Egipto (30 a. C.), Cirenaica y Numidia (25 a. C.). El pueblo de los mauri, que habitaba en la provincia de Numidia, constituía el cuerpo principal de los contingentes de caballería ligera que se enviaban a Italia a servir en las legiones y las auxilia. La provincia de Mauritania, conquistada durante el reinado del emperador Claudio, se convertiría asimismo en una importante fuente de reclutas.
Las rápidas conquistas realizadas durante el reinado de Augusto provocaron un incremento en el número de reclutamientos, tanto en las legiones como en los auxilia. En el año 23 había ya el mismo número de soldados auxiliares que de legionarios, lo que significa que por las 25 legiones existentes en la época (125 000 legionarios) se habían reclutado cerca de 250 regimientos auxiliares.

### Revuelta iliria (6-9 d.C.)
Siempre hubo un riesgo inherente en la política de la Dinastía Julio-Claudia de reclutar a sus contingentes auxiliares entre los mismos pueblos de las provincias en las que servían, ya que, si su tribu o grupo étnico de procedencia se rebelaba contra Roma (o atacaba al Imperio fuera de sus fronteras), las tropas auxiliares podrían verse tentadas a hacer causa común con ellos. Si se diera esta circunstancia, los romanos se verían obligados a enfrentarse a un enemigo cuyos ejércitos se compondrían por unidades totalmente equipadas y entrenadas por ellos mismos, perdiendo así su habitual ventaja táctica sobre las tribus rivales.
Como ejemplo a nivel individual tenemos a Arminio, un cacique germano que, tras varios años de servir a Roma como prefecto de un cuerpo de auxiliares en los que aprendió cómo equipar y liderar de manera eficaz a tropas organizadas, se rebeló contra el Imperio infligiéndole una gran derrota en el bosque de Teutoburgo, donde destrozó a tres legiones al mando del general Publio Quintilio Varo. Esta derrota marcaría el abandono por parte de Augusto de su estrategia de conquista de los territorios germanos situados más allá del Elba.
A nivel colectivo el riesgo era aún mayor, como demostraron los ilirios en la gran revuelta que encabezaron a finales del reinado de Augusto. Este pueblo, formado por hombres duros, en su mayoría pastores acostumbrados a las penalidades de las montañas de lo que hoy es Bosnia, daba a Roma excelentes soldados, y tanto es así que, a comienzos de Nuestra Era, formaban el núcleo de las tropas auxiliares del Imperio. No obstante, el descontento se había asentado hacía años en la región debido a la rapacidad de los publicani (agentes fiscales), y las siempre presentes voces de insurrección empezaban a encontrar partidarios. En el año 6 el emperador Augusto ordenó a varios regimientos de dalmatae (una tribu iliria famosa por su bravura) que se reunieran con su hijo adoptivo, Tiberio, a fin de iniciar una ambiciosa campaña en Germania. Los rebeldes, viendo la oportunidad que se les presentaba, decidieron acudir al punto de reunión, pero en vez de sumarse a la fuerza romana enviada para escoltarles, se rebelaron infligiéndole una derrota. A los dálmatas pronto se unieron los breucos, otra tribu procedente de Iliria.
Los rebeldes se enfrentaron a un ejército romano enviado contra ellos en Mesia, y aunque fueron derrotados, infligieron importantes bajas al contingente romano. Reforzados por un gran número de tribus ilirias que habían participado en la rebelión, los insurrectos llegaron a amenazar a su propia provincia de origen. Los cabecillas de la rebelión optaron por avanzar a lo largo de la ribera occidental del Danubio, donde se les unieron los restos del ejército de Panonia, región sometida por Roma entre los años 12 y 9 a. C. Situada en el flanco oriental de la península itálica, la toma de Iliria constituía la conquista de una base de operaciones que amenazaba el mismísimo corazón del Imperio.
Viendo el peligro, Augusto ordenó a Tiberio abandonar su campaña en tierras germanas y retroceder con su ejército hasta Iliria. Cuando se hizo evidente que las tropas de Tiberio eran insuficientes para enfrentarse a los rebeldes, Augusto ordenó a su sobrino Germánico manumitir a miles de esclavos a fin de encontrar los soldados necesarios, circunstancia que no se daba desde la derrota romana a manos de Aníbal en la batalla de Cannas, acaecida 200 años atrás. Gracias a las disposiciones realizadas por Augusto, Roma fue capaz de poner sobre el campo de batalla a quince legiones y 150 regimientos de auxiliares, de los cuales 50 cohortes estaban compuestas exclusivamente por ciudadanos romanos. Estos eran hombres que Augusto consideraba por su condición o antecedentes inapropiados para formar parte de las legiones: ciudadanos nacidos en las clases más bajas, vagabundos, delincuentes o esclavos liberados (cuando a un esclavo se le liberaba, inmediatamente adquiría la ciudadanía romana). A estas unidades especiales se les otorgó el título de «Civium Romanorum» («de ciudadanos romanos»). Cuando finalizó la revuelta iliria, estas cohortes permanecieron al servicio del Imperio y a cambio conservaron su ciudadanía. A las tropas reclutadas por Augusto, Germánico y Tiberio se unió un poderoso contingente de tropas procedentes de Tracia, cuyo monarca, Rometalces, era un rey amicus del Imperio. Con todo, el total de tropas que desplegó el Imperio para enfrentarse a los ilirios alcanzaba los 200 000 hombres.
Durante tres años de salvaje conflicto, descrito por el historiador Suetonio como la guerra más difícil a la que Roma se enfrentaba desde el estallido de las guerras púnicas, los romanos se enfrentaron a los ilirios en una inacabable guerra de guerrillas. En el año 9 Tiberio puso oficialmente fin al conflicto, justo cuando Varo perdía tres legiones en el bosque de Teutoburgo a manos de Arminio. La rápida sucesión de los hechos parece evidenciar que el cacique alemán había firmado un tratado con los ilirios antes de enfrentarse al Imperio.

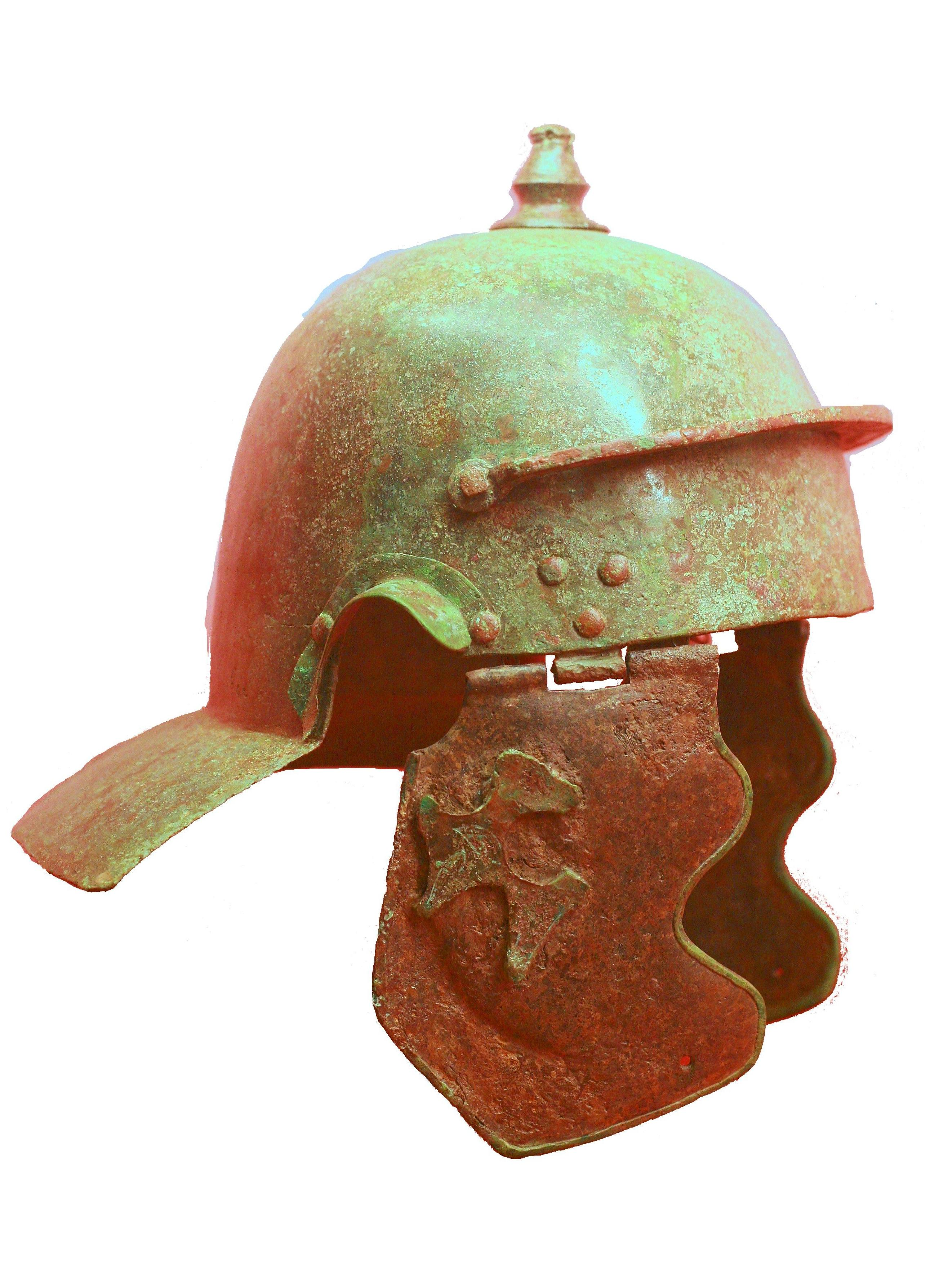
Casco de infantería romano usado por los soldados romanos estacionados en las Galia a finales del siglo. Nótese el refuerzo de la parte delantera, para dificultar el golpeo de la espada ancha, y el de las mejillas, a fin de obtener la máxima protección facial, aunque sin cubrir la parte delantera de la cara, lo que dificultaría la visión; las protuberancias en las orejas con el fin de protegerlas, aunque sin dificultar la audición; y el ángulo que forma en la parte trasera del cuello para evitar el rozamiento, aunque ofreciendo la adecuada protección. Museo Carnuntum (Austria).

A pesar de la gravedad de la rebelión, los ilirios llegarían a convertirse en la columna vertebral del ejército romano. Durante el siglo II, cuando casi la mitad de las tropas imperiales estaban desplegadas en la frontera del Danubio, los regimientos de auxiliares estaban dominados por reclutas ilirios y en el siglo III ya habían sustituido en gran parte a los italianos en la cumbre del orden jerárquico militar (los praefecti en los regimientos auxiliares y los tribuni militum en las legiones). Entre los años 268 y 379 casi todos los emperadores procedieron de esta región, puesto que estos, importantes miembros de la aristocracia militar, eran los únicos hombres con suficiente poder para disputarse los pedazos del ya muy maltrecho Imperio. Como ejemplos del creciente poder de los ilirios en los ejércitos del Imperio tenemos los ascensos al trono de Claudio II Gótico (268-270), Aureliano (270-275), Probo (276-282), Diocleciano (284-305), Constantino I (312-337) y Valentiniano I (364-375). Tras la caída del Imperio romano de Occidente, los ilirios continuarían ostentado gran importancia en los ejércitos del Imperio bizantino, y el propio emperador Justiniano I era de origen ilirio.

### De Tiberio a Nerón (14-68 d.C.)
Las tropas auxiliares experimentaron un profundo desarrollo durante el reinado del emperador Claudio (41-54).
Se estableció un plazo de servicio mínimo de 25 años. Cuando un soldado auxiliar cumplía el tiempo requerido en filas, él y todos sus hijos recibían la ciudadanía romana. Esto se deduce del hecho de que el primer militar romano que recibió un diploma militar lo hizo durante el reinado de Claudio. El diploma consistía en un rectángulo plegable de cobre en el que se inscribía los registros del servicio del soldado, y servía entre otras cosas para probar la ciudadanía. Durante su reinado, Claudio decretó que los prefectos de los regimientos auxiliares debían ser de rango ecuestre, excluyendo de ese modo a los centuriones. El hecho de que los comandantes de las tropas auxiliares fueran ahora del mismo rango que la mayoría de los tribuni militum (tribunos militares y oficiales de alto rango del Estado Mayor de las legiones, de los cuales solo uno, el tribunus laticlavius, era un senador de alto rango) indica el prestigio que había alcanzado el cuerpo. No obstante, los jefes extranjeros continuaron liderando gran parte de las tropas auxiliares, por lo que era necesario conferirles la ciudadanía.
Los uniformes, armas y equipo de las tropas auxiliares, similares a los de las legiones, se homogeneizaron a finales del reinado de la Dinastía Julio-Claudia. A la muerte de Nerón en el año 68, había ya poca diferencia entre el equipo y forma de combatir de la mayoría de las tropas auxiliares y el de los legionarios. La diferencia principal existente entre los dos cuerpos bélicos era que, mientras los auxiliares contaban con un número considerable de efectivos de caballería, las legiones carecían de esta clase de unidad especializada.
Durante el reinado de Claudio se anexionaron tres provincias que se convirtieron en una importante fuente de reclutas auxiliares: Britania (43) y los estados clientes de Mauritania (44) y Tracia (46). Esta última llegó a ser un centro de reclutamiento tan importante como Iliria, especialmente de caballería y arqueros. A mediados del siglo II, la provincia de Gran Bretaña contaba con el mayor porcentaje de efectivos auxiliares del Imperio: 60 de un total de 400 regimientos (15 %).
Evidencias historiográficas demuestran que, a finales del reinado de Nerón (54-68), el número de auxiliares habría llegado a los 200 000 hombres, lo que supone alrededor de 400 regimientos.

### Revuelta de los bátavos (69-70 d.C.)

Mapa mostrando la frontera del Imperio romano en el Rin (70) y la ubicación de los bátavos en el delta del río. La zona sombreada se corresponde con las posesiones romanas de la zona.

Medio siglo después de la revuelta de los ilirios estallaría en Alemania otro sangriento conflicto en el que estarían presentes como protagonistas las tropas auxiliares romanas. Los bátavos eran una tribu germánica perteneciente al grupo de los chatti que habitaba en el territorio situado entre el los ríos Rin y Waal, el cual posteriormente pasaría a formar parte de la provincia de Germania Inferior (Países Bajos). La imposibilidad de cultivar en sus tierras debido a la presencia de pantanos hacía que fueran una tribu pequeña: no llegaban a los 35 000 hombres.
A pesar de su reducido número, los bátavos eran un pueblo guerrero; formado por hábiles jinetes, marineros y nadadores, pronto se convirtió en una potencial fuente de reclutas. A cambio de una excepcional exención de tributos (impuesto sobre la tierra al que estaban sujetos la mayoría de los pueblos extranjeros), los bátavos proporcionaban al ejército imperial la mayor parte de sus reclutas auxiliares. La guardia de élite del emperador Augusto (Germani corpore custodes) estaba formada íntegramente por hombres procedentes de este pueblo. El número de tropas auxiliares reclutadas entre los bátavos ascendió a unos 5000 hombres, lo que implica que, bajo el reinado de la Dinastía Julio-Claudia, la mitad de los hombres bátavos que estaban en edad militar (16 años) se alistaron en los ejércitos del Imperio. Con estos datos se puede decir que los bátavos, que constituían el 0,05 % de la población total del Imperio (23), suministraban a sus ejércitos el 4 % del total de los auxilia, es decir, 80 veces su número proporcional. Eran considerados por los romanos como los mejores de entre las tropas auxiliares (fortissimi o validissimi) y, durante la época en que sirvieron a Roma, los bátavos perfeccionaron una técnica única por la que podían cruzar ríos a nado a pesar de portar armadura.
Cayo Julio Civilis (su nombre denota que recibió la ciudadanía a manos de un julio) fue un príncipe bátavo, prefecto de una de las cohortes formada por hombres originarios de su pueblo. Militar con gran experiencia, Civilis había servido durante 25 años en las filas romanas, distinguiéndose durante la invasión de Britania, en la que él y 8 cohortes de auxiliares bátavos desempeñaron un papel crucial en la victoria del Imperio sobre los nativos del sur de la isla.
A pesar de su lealtad, en el año 69 el descontento se había asentado entre el pueblo de los bátavos. Tres años antes, Nerón había decidido retirar a los regimientos auxiliares reclutados entre este pueblo de Gran Bretaña. Civilis y su hermano tuvieron que responder por traición ante el gobernador de la provincia de Germania Inferior, que envió al primero a que respondiera ante el emperador tras ejecutar al segundo. Galba, tratando de congraciarse con este pueblo, liberó a Civilis, pero cometió el error de disolver el cuerpo de guardaespaldas formado por los bátavos, lo que supuso un imperdonable insulto para esta nación. Al mismo tiempo, la ya maltrecha relación entra la Legio XIV Gemina y las cohortes bátavas se degradó de tal manera que llegaron a estallar combates entre ellos en al menos dos ocasiones.

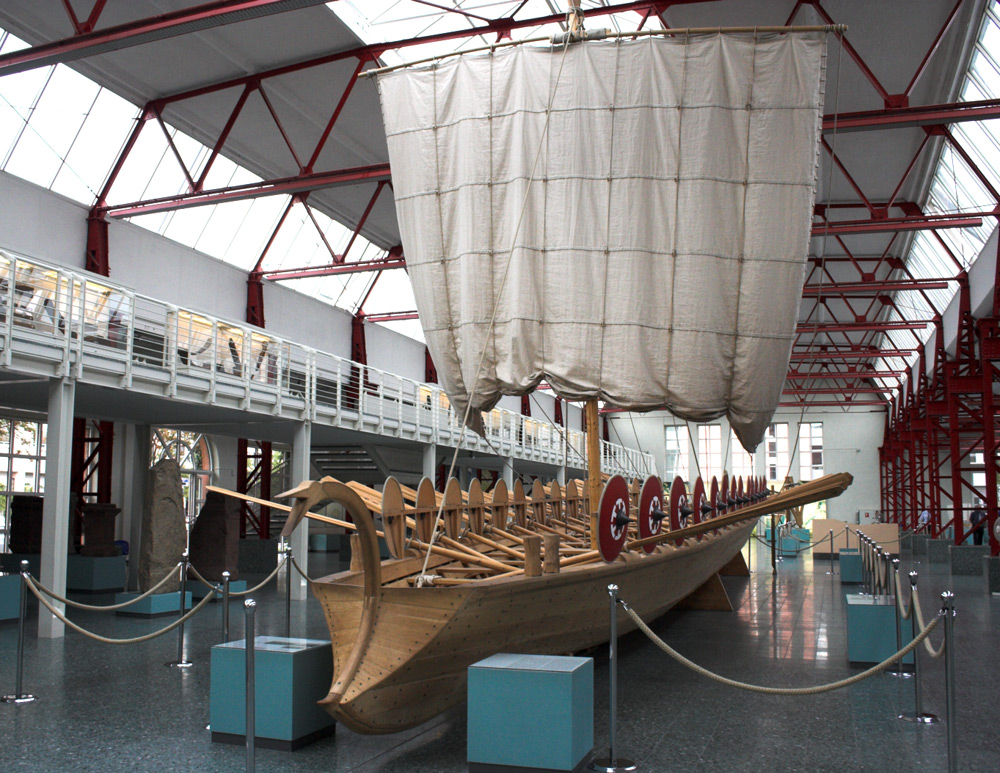
Reconstrucción de una embarcación fluvial romana (flotilla del Rin). Su construcción se basa en el descubrimiento de los restos de cinco barcos en Maguncia a principios de la década de 1980. El barco de la imagen estaba concebido para que se moviera con rapidez, dada a forma de la quilla: larga y estrecha. Esta clase de barco estaba movido por 32 remos, 16 a cada lado. Nótense los escudos montados en los flancos de la embarcación a fin de proteger a los remeros de los proyectiles lanzados por otros barcos. En el momento en que estalló la revuelta de los bátavos (69), la mayoría de estos barcos eran tripulados por tripulaciones de este pueblo. Siglo. Museum für Antike Schifffahrt, Maguncia, Alemania.

Mientras el Imperio experimentaba su primera gran guerra civil desde la batalla de Actium, acaecida exactamente un siglo antes, el gobernador de la provincia de Germania Inferior se ufanaba de reclutar soldados en donde podía, especialmente entre los bátavos. Cuando este vio que los bátavos no alcanzaban las cuotas de reclutamientos exigidas por el Imperio a cambio de su exención de tributos, envió a un grupo de centuriones a reunir hombres a la fuerza. La brutalidad de la que hicieron gala los militares romanos, unida al escándalo que motivaron las violaciones de las que fueron víctimas los menores bátavos a manos de los centuriones, fueron la gota que colmó el vaso.
Liderados por Civilis, los bátavos se rebelaron contra Roma. Aunque inicialmente alegaban que su único deseo era apoyar a Vespasiano en su carrera hacia el trono, pronto el levantamiento se convirtió en una lucha por la independencia. En el momento del estallido de la revuelta, Civilis contaba con una gran ventaja, ya que la mayor parte de las legiones habitualmente estacionadas en el delta del Rin estaban ausentes y los oficiales romanos de alto rango estaban más preocupados por la guerra civil que enfrentaba a los más influyentes generales de la época que por los movimientos que realizaba un pequeño pueblo que habitaba más allá del Rin. La revuelta encontró pronto partidarios entre los pueblos vecinos de los bátavos, entre los que se encontraban los cananefates y los frisones. Tras la captura de dos fortalezas romanas en territorio germano, una cohorte de tungros desertó a su bando, y tras la derrota de una fuerza de dos legiones enviada contra ellos, se le unieron ocho cohortes de auxiliares bátavos. Tras las deserciones de varios contingentes de soldados galos y germanos que habían sido enviados contra Civilis, la rebelión anti-romana se extendió a lo largo de toda la Gallia Bélgica. Los tungros, lingones y tréveres e incluso tribus asentadas más allá del Rin se sumaron a la revuelta. La flota romana que circulaba por estas tierras fue capturada por los insurrectos, que ahora contaban con al menos 7000 soldados plenamente entrenados y equipados por los romanos, así como un número de hombres mucho mayor procedente de las tribus que habían optado por apoyar a Civilis. Tras su victoria sobre las dos legiones que custodiaban la provincia de Germania Inferior (la V Alaudae y la XV Primigenia), el ejército de Civilis amenazaba todas las posesiones romanas sobre el Rin. Los insurrectos bátavos y galos no serían derrotados hasta que Roma envió una fuerza formada por ocho legiones al mando de Quinto Petilio Cerial.
Según la crónica del historiador Tácito, Civilis y el comandante romano Quinto Petilio Cerealis se reunieron en una isla del delta del Rin a fin de discutir los términos de paz. Aunque no sabemos con certeza cuál fue el resultado de la reunión, es probable que gracias a la antigua amistad que Civilis había trabado con Vespasiano en Britania, el cual ya le había propuesto el indulto, el cacique bátavo y su pueblo fueran levemente multados. Parece que avala esta teoría el hecho de que cuando Petilio Cerealis, al final de la campaña, fue enviado como nuevo gobernador de Britania, se llevó consigo una fuerza compuesta por auxiliares bátavos. A pesar de la revuelta, los bátavos mantuvieron sus privilegios dentro del ejército e incluso a finales del año 395 los bátavos seguían siendo considerados una unidad de élite por los soldados romanos: como ejemplo tenemos a los equites batavi seniores (cuerpo de caballería) y a los auxilia batavi seniores (cuerpo de infantería).

### Dinastía Flavia (69-96 d.C.)

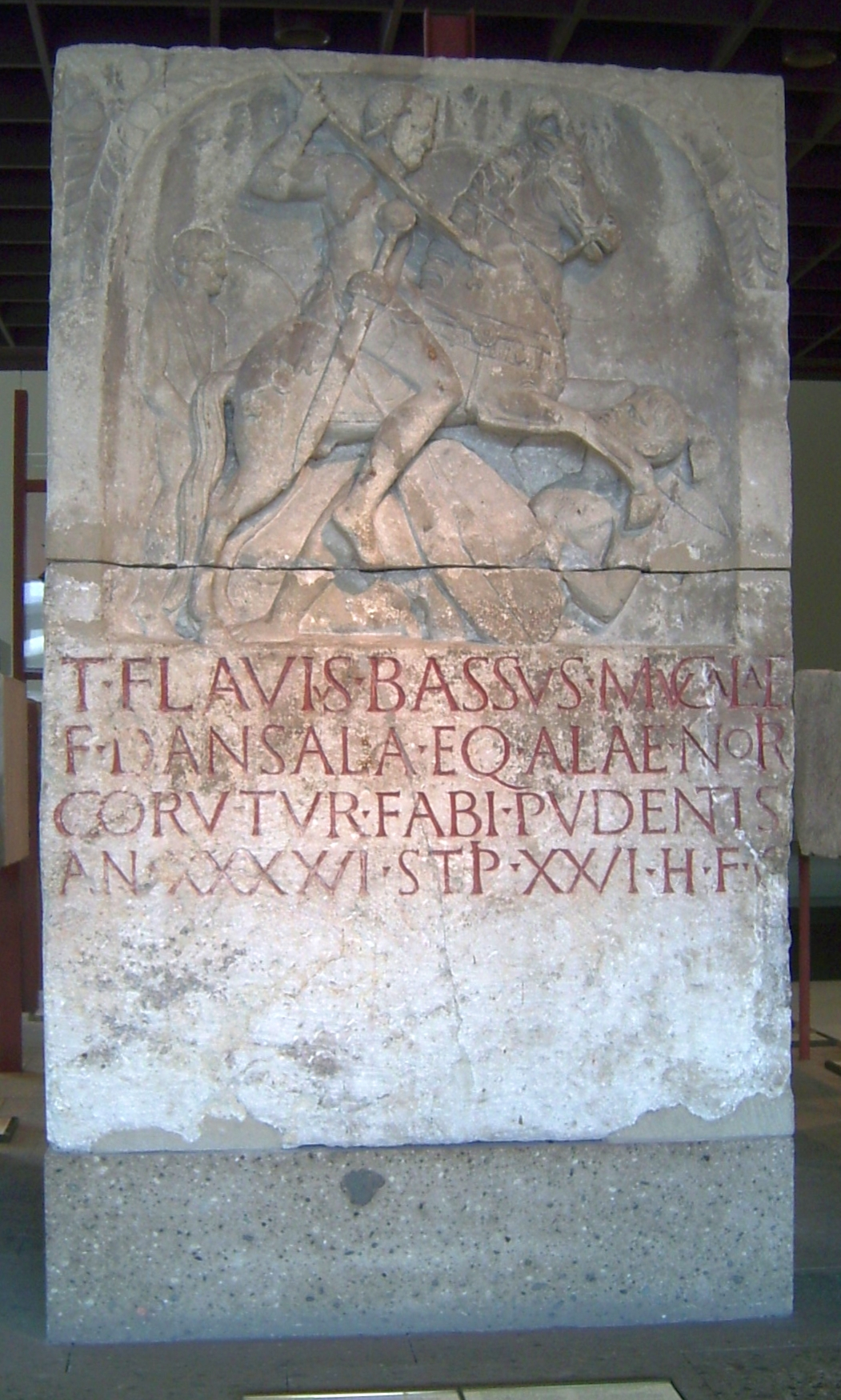
Lápida del eques alaris Tito Flavio Baso, hijo de Mucala, de la tribu tracia de los Dentheletae (Dansala). Fue probablemente un ciudadano romano (sirvió el tiempo requerido), aunque no se ha averiguado el nombre de su tribu. Perteneció al Ala Noricorum (reclutada originalmente entre los tauriscios, tribu de Nórico). Murió a la edad de 46 años, tras 26 años de servicio. La escena grabada, que presenta a un jinete cargando contra un bárbaro (el Héroe Tracio), nos indica que Baso era tracio. Al romanizar su nombre, adoptó los del emperador Tito (79-81). Römisch-Germanisches Museum, Colonia, Alemania.

La revuelta de los bátavos sería determinante en el cambio de la política de despliegue de tropas auxiliares seguida por los emperadores de la Dinastía Flavia. Durante el reinado de la Dinastía Julio-Claudia, las tropas auxiliares se estacionaban en sus países de origen o en las provincias fronterizas, a excepción de periodos de crisis importantes, como durante las guerras cántabras, en los que se trasladaba el máximo de efectivos posibles al teatro de operaciones. No obstante, la revuelta de los bátavos había puesto en evidencia que en tiempos de guerra civil, cuando las legiones estaban luchando contra los pretendientes al trono imperial, era peligroso dejar las provincias bajo el control de estos auxiliares. Los emperadores Flavios establecieron como regla que los auxiliares debían trasladarse lo más lejos posible de sus provincias de origen a fin de evitar la tentación de rebelarse. La política de traslados se inició con la transferencia, en el año 70, de cuatro cohortes y un ala de auxiliares bátavos a Gran Bretaña. Este traslado, dirigido por Petilio Cerealis, gobernador de la isla, marcó un precedente que se mantendría durante los reinados de Vespasiano, Tito y Domiciano. La efectividad de la política de traslados de los Flavios se puede observar mediante los siguientes datos: mientras que en el siglo I ninguno de los regimientos de tropas auxiliares estaban estacionados fuera de su provincia de origen, en el siglo II, de los 13 regimientos reclutados entre las tribus britanas, ninguno se hallaba estacionado en Gran Bretaña.
A pesar de su eficacia al principio, la política flavia de traslados acabaría por volverse inútil, ya que tras un largo período en el extranjero, los regimientos auxiliares de la provincia acababan por hacer su vida y adoptar el territorio como su nuevo hogar. Este hecho, acentuado por la circunstancia de que la política de traslados no tuvo continuidad, desembocaría irremediablemente en el fracaso de la misma. Las tropas auxiliares «britanas» estacionadas en el Danubio estaban compuestas por reclutas ilirios, tracios y dacios, mientras que a finales del siglo II, las tropas auxiliares de Britania seguían estando formadas por una mayoría bátava. Este hecho muestra inequívocamente el estancamiento de la política de intercambios de tropas.
Durante el reinado de la Dinastía Flavia se prohibió a los nobles nativos liderar a los contingentes de tropas auxiliares de su propia nación. Los emperadores Flavios duplicaron el tamaño de los cuerpos militares de su ejército; ahora a una fuerza de 1000 hombres se la llamaría cohors/ala milliaria. No obstante, en la práctica, la mayoría de las alae milliaria estaban formadas por 720 soldados y las cohors miliaria por 800.

### Principado tardío (97-284 d.C.)

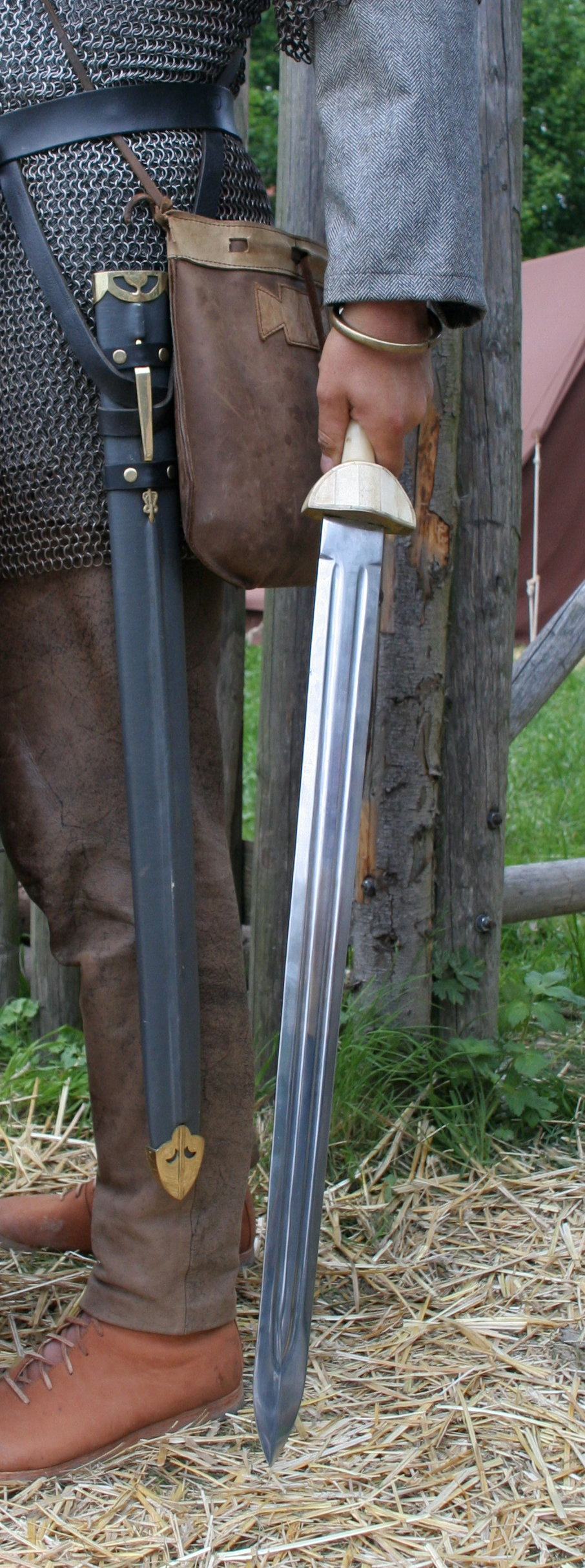
La spatha de la caballería romana era una larga espada, de unos 780 mm de longitud media de la hoja, diseñada para otorgar al jinete mayor alcance que con el gladius.

En el año 106 a. C., tras la victoria del emperador Trajano sobre Decébalo, rey de los dacios, el Imperio se apropió los territorios de este pueblo y formó la nueva provincia de Dacia. A mediados del siglo II se hallaban estacionados en la recién instituida provincia 44 regimientos auxilia, c. del 10 % del total de las tropas auxiliares del Imperio. Por otro lado, en Britania estaban acantonados 60. A finales de este siglo, entre estas dos provincias albergaban cerca del 25 % del total de los auxiliares del Imperio, lo que demuestra la inestabilidad de estos territorios. Por otra parte, de entre los contingentes de auxiliares reclutados en esa época, más del 50 % procedían de Dacia y Britania.

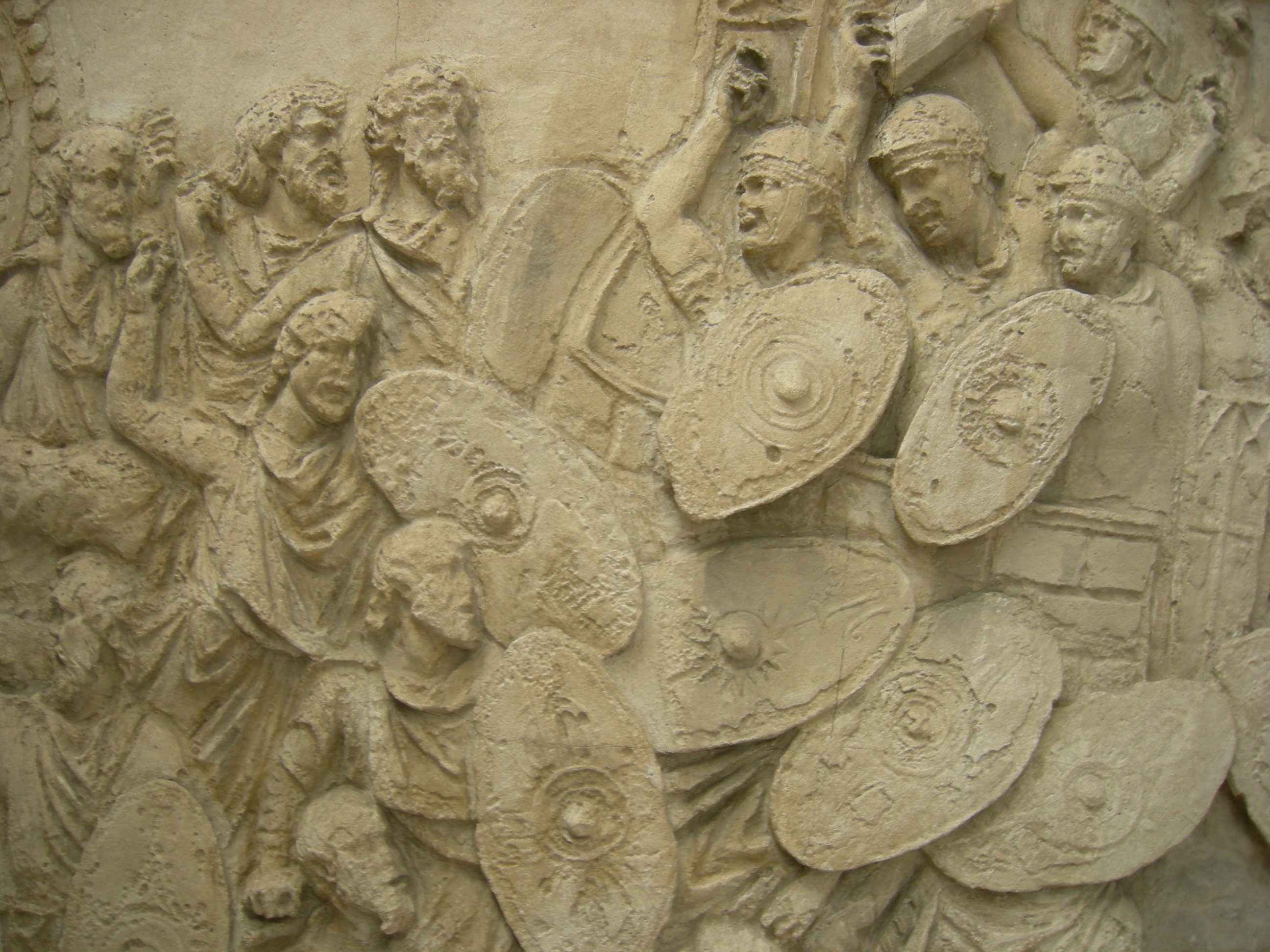
Tropas auxiliares romanas defendiendo una posición fortificada frente a los atacantes dacios. Columna de Trajano, Roma.

Por esta época había ya cerca de 380 regimientos auxiliares (90 alae y 290 cohortes, de las cuales alrededor de 200 eran cohors equitatae). Partiendo de estos datos, podemos establecer que el número de auxiliares desplegados por todo el Imperio ascendía a 220 000 efectivos, es decir, casi el doble que a finales del reinado de Augusto. De esta fuerza, 150 000 eran soldados de infantería y 75 000 de caballería. Estos datos ponen de manifiesto la gran importancia que habían alcanzado ya los auxiliares en los ejércitos del Imperio, pues el número de legionarios, considerados como los soldados de élite de la jerarquía militar, ascendía a 154 000 soldados de infantería (28 legiones de 5500 hombres cada una) y 3360 soldados de caballería, cifra muy inferior al número de tropas auxiliares.
La segunda mitad del siglo II marcó una revolución dentro de las filas del ejército romano con la adición de cinco nuevas legiones (27 500 hombres). El número de legiones ascendía ahora a 33. Por su parte, el número de auxilia aumentó en una cifra aproximada de 50 a 60 regimientos. A finales del reinado de Septimio Severo, el número de contingentes auxiliares se elevaba a 440.
El supuesto crecimiento del número de auxilia puede expresarse de la siguiente manera:
| Cuerpos militares  | Tiberio 24 d.C | Adriano ca. 130 d. C. | S. Severo 211 d. C. | Crisis del siglo III ca. 270 d. C. | Diocleciano 284-305 d. C. |
| ------------------ | -------------- | --------------------- | ------------------- | ---------------------------------- | ------------------------- |
| Legiones           | 125 000        | 155 000               | 182 000             |                                    |                           |
| Auxilia            | 125 000        | 218 000               | 250 000             |                                    |                           |
| Guardia Pretoriana | ~~5000         | ~10 000               | ~10 000             |                                    |                           |
| Total de efectivos | 255 000        | 383 000               | 442 000             | 350 000?                           | 390 000                   |

NOTA: Los datos anteriores no incluyen a los efectivos de la armada romana, ni a los soldados reclutados entre los bárbaros conocidos como foederati.
A partir del siglo II surgen en el panorama militar romano nuevas unidades conocidas como numerus (grupo) y vexillatio (destacamento). El número de hombres que componían estos cuerpos se desconoce, aunque se supone menor que el de las alae y las cohortes. Antiguamente, los estudiosos defendieron que estos nuevos cuerpos eran simples regimientos reclutados entre los pueblos extranjeros a fin de defender sus tierras, pero en la actualidad se piensa que formaban parte de las unidades auxiliares, y no que constituyeran un cuerpo independiente. Los numerus y los vexillatio alcanzaron gran importancia en el siglo IV.
En el año 212 el emperador Caracalla legisla la Constitutio Antoniniana (Decreto Antoniniano), que concede la ciudadanía romana a todos los habitantes libres del Imperio, los peregrini. Con su edicto, Caracalla abolió la única distinción existente entre las legiones y los auxilia, si bien los auxilia seguirían manteniéndose durante más de un siglo. Las legiones, que ahora gozaban de una base mucho más amplia de contratación, engrosaron en gran medida sus filas de mano de todos los varones en edad de combatir que, ansiosos por luchar al lado del cuerpo militar más temido de Occidente, acudieron raudos a alistarse. Por su parte, las unidades auxiliares encontraron reclutas entre los rincones más recónditos del Imperio, donde los barbari aceptaban unirse a ellos. El progresivo debilitamiento de los regimientos auxiliares acabó con su total desaparición a mediados del siglo IV.
A mediados del siglo III surgieron las primeras unidades auxiliares con los nombres de los pueblos bárbaros entre los que fueron reclutadas, como el Ala I Sarmatarum, estacionada en la provincia de Britania a finales de siglo. Este regimiento, estaba formado por los descendientes de una fuerza de 5500 jinetes sármatas ubicada en la Muralla de Adriano por órdenes del emperador Marco Aurelio c. de 175. El Ala I Sarmatarum es claro ejemplo del proceso por el que las unidades irregulares reclutadas entre los pueblos bárbaros (foederati) se tranformaban en regimientos auxiliares ordinarios. El Notitia Dignitatum, documento clave para entender la estructura del ejército romano tardío, muestra la intensificación de este proceso a mediados del siglo IV y lista un gran número de unidades irregulares bautizadas con nombres bárbaros.
A mediados/finales del siglo III, el Imperio se sumió en el caos a causa de una serie de desastres militares consecutivos unidos a una plaga. Entre los años 251 y 271, las posesiones romanas en la Galia, las regiones alpinas e Italia, los Balcanes y Oriente fueron invadidas por los pueblos germanos, sármatas, godos y persas, respectivamente. Estos ataques simultáneos encontraron una débil respuesta en un Imperio cuyo ejército era víctima de una devastadora pandemia de viruela: la Plaga de Cipriano, que duró de 251 a 270, y antes de extinguirse, se cobró la vida del emperador Claudio II Gótico. Para demostrar el terrible efecto que tenían las epidemias en esa época, podemos tomar los datos de la última epidemia que había sufrido Roma, la Plaga Antonina, que costó la vida al 15 a 30 % de la población total del Imperio.
Durante esta época, los ejércitos perdieron a gran parte de los militares que ocupaban la cúspide de la jerarquía militar, pues esta epidemia les afectó de una manera especial. Los efectos de la plaga desembocaron en una gran disminución del número de soldados que integraban los ejércitos imperiales, que solo se recuperó a finales del siglo, durante el reinado de Diocleciano (284-305). Con el objetivo de llenar los huecos dejados por los fallecidos, los oficiales de reclutamiento romanos buscaron nuevos alistamientos entre los bárbaros, cuyo porcentaje entre las filas de los auxiliares se incrementó considerablemente.

### SigloIV
Durante el siglo IV, el ejército romano atravesó una reestructuración radical, si bien tenemos pocos datos de la misma dados los escasos escritos que nos han llegado y a la ambigüedad de las evidencias físicas. Durante el gobierno de Diocleciano, las formaciones tradicionales del principado formadas por legiones, alae y cohortes parece que desaparecieron para dar lugar a unidades más pequeñas, muchas de las cuales llevaron una gran variedad de nuevos nombres. Bajo el reinado de Constantino I (312-337) parece que las unidades militares se clasificaron en tres grados basados en el rol estratégico y, en cierta medida, en la calidad de las propias tropas: Estaban en primer lugar las praesentales, tropas de élite del Imperio, y que normalmente tenían su base en Mediolanum (Milán) y Bizancio (Constantinopla), las capitales tardías del imperio. En segundo lugar aparecen los comitatenses, fuerzas de alto nivel y creadas para la intercepción de amenazas peligrosas. Estaban basadas en las diócesis (divisiones imperiales principales), muy alejadas de las fronteras. Por último estaban los limitanei, tropas de bajo nivel y cuya función era proteger las fronteras en las que estaban desplegadas.
Las antiguas tropas auxiliares de la época del principado sirvieron como base para las unidades de esos tres tipos. La Notitia Dignitatum nos ofrece un listado de 70 alae y cohortes que mantuvieron sus antiguos nombres del siglo II, y la mayor parte de ellos eran limitanei. Por otro lado, se pueden encontrar algunos rastros de regimientos de tropas auxiliares en los ejércitos praesentales y comitatenses. Especialmente en el Danubio, el antiguo sistema basado en alae y cohortes fue reemplazado por nuevas unidades, cunei y auxilia (que eran solo de infantería), respectivamente. No está claro cuánta diferencia había entre estas unidades y sus predecesoras, aunque la versión limitanei podría haber sido de solo la mitad del tamaño de las antiguas unidades. Por otra parte, el nuevo estilo de unidad llamada auxilia palatina, y que era considerada una de las mejores unidades del ejército, eran al menos del mismo tamaño (500) y posiblemente doblaban el tamaño de los antiguos regimientos auxiliares. Es probable que muchos de estos nuevos cuerpos militares estuviesen formados a partir de las tropas auxiliares antiguas, y parecen haber sido muy similares a las viejas cohortes.
Vegecio, el escritor de temas militares del siglo IV, se queja de los jóvenes de su época, que se unían a los auxilia preferiblemente y antes que a las legiones, con el fin de evitar un entrenamiento y unos deberes más duros que en este último. Sin embargo, todavía no está claro a qué tipos de unidades se refería. Es posible que esos antiguos términos todavía se utilizasen de forma popular para hacer referencia a los limitanei y a los comitatenses, respectivamente. En cualquier caso, su cita no describe con exactitud a las tropas auxiliares del principado, muchas de las cuales llegaron a ser las mejores unidades con las que contaba el ejército de entonces.

## Relación con las legiones

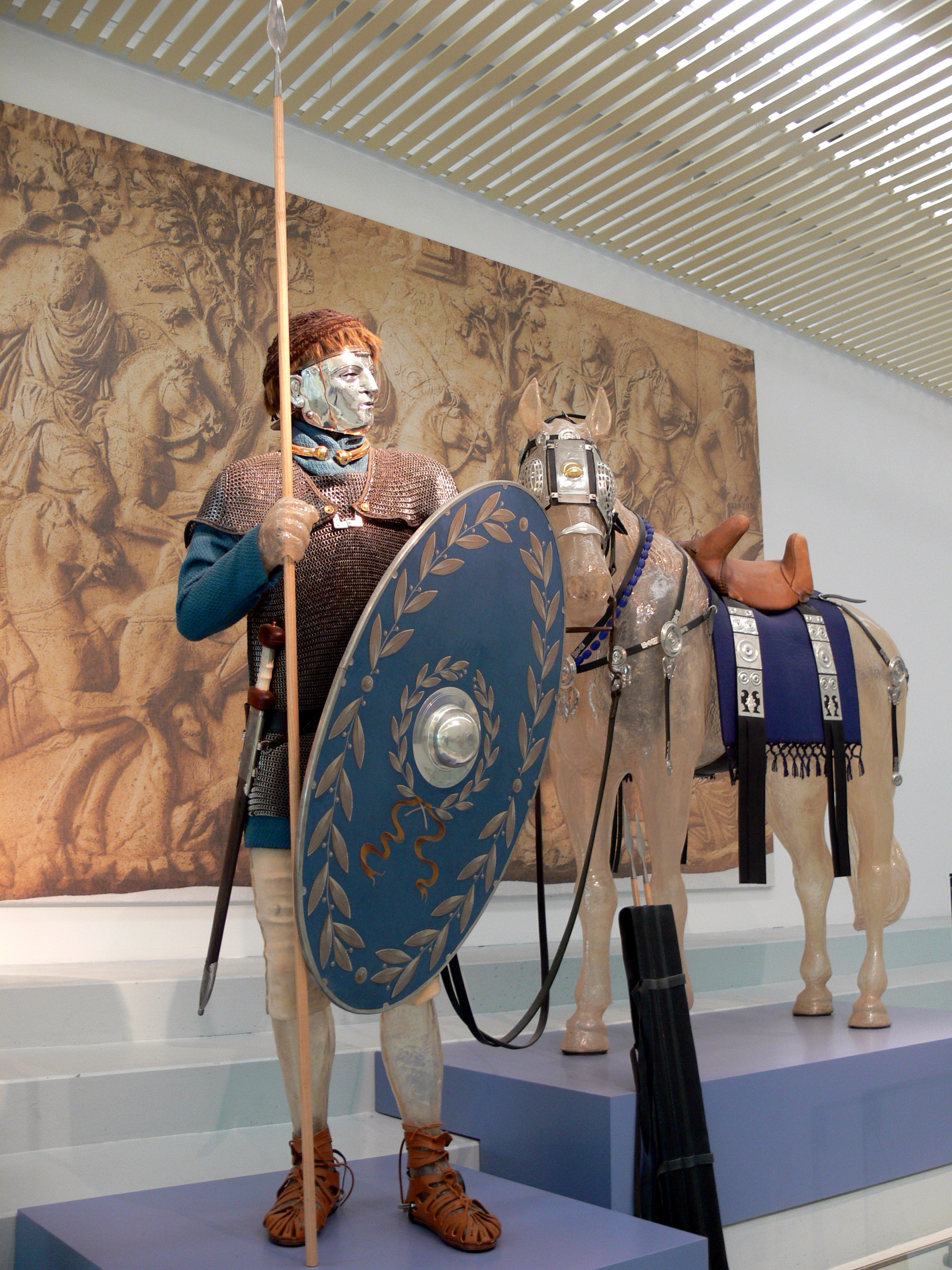
Caballero auxiliar (eques alaris o alarius) con spatha (espada). Además, el soldado porta un hasta (lanza) y un escudo oval. Nótese la reconstrucción de la sella (silla de montar). La sella fue diseñada con el fin de proporcionar al asiento una mayor estabilidad y de compensar la ausencia de estribos, que no fueron introducidos en los ejércitos europeos hasta el siglo.

Durante el Principado, el reclutamiento de legionarios solo se realizaba entre los ciudadanos del Imperio que ostentaban la condición de ciudadanos romanos. Esta costumbre, que procedía de la estructura del ejército republicano antes de que estallara la guerra Social, se aplicó siempre de manera muy estricta. En los documentos se hallan pocas excepciones, y aunque se sabe que en tiempos de crisis los oficiales de reclutamiento aceptaban en las legiones a los hijos ilegítimos de los legionarios, ello no implica que esta regla fuera ignorada de manera sistemática.
Debido a la influencia en la historiografía antigua de Vegecio, escritor romano de doctrina y prácticas militares, se ha malinterpretado el papel de los auxiliares frente a las legiones en los primeros tiempos del Imperio. Su obra, De re militari, contiene abundante información útil acerca del ejército romano, aunque es engañosa debido a que Vegecio no encaja sus descripciones en un marco cronológico. El hecho de que la obra de Vegecio comprendiera una serie de conceptos anacrónicos, a veces fuera de contexto, se debía a que sus principales fuentes fueran Catón el Viejo (234-149 a. C.) y el emperador Adriano (76-138). Por todo ello, lo que Vegecio escribe sobre los auxilia podría referirse a cualquiera de las clases de regimientos auxiliares que se instituyeron a lo largo de los 500 años de historia del ejército romano:
- Los socii latinos, contingentes de soldados proporcionados por los reyes y estados clientes de los tiempos de la República tardía.
- Los auxilia de la época augustea o los limitanei, tropas fronterizas posteriores (vd. supra).

Además, es probable que el hecho de que Vegecio no tuviera experiencia militar hiciera que su comprensión acerca de la estructura bélica fuera mínima.
De entre las afirmaciones erróneas que se incluyen la obra de Vegecio se encuentran las siguientes:
1. Los auxilia eran inferiores a las legiones en entrenamiento y capacidad de combate.
2. Los cuerpos auxiliares admitían únicamente en sus filas a infantería ligera, mientras que las legiones comprendían infantería pesada.
3. La infantería auxiliar no luchaba en primera línea de combate, puesto que allí se posicionaba a las legiones.
4. Los auxiliares funcionaban como unidad de apoyo, asistiendo a las legiones en sus operaciones. Nunca iniciaban una nueva campaña de forma independiente.
5. Los auxiliares pronto se destacaron en puestos fronterizos, mientras que las legiones quedaban como una reserva estratégica; solo intervenían en el caso de que se llevara a cabo una incursión importante.

Las frases anteriores, que pudieron ser verdaderas durante el periodo republicano, están claramente equivocadas a finales del reinado de la Dinastía Julio-Claudia.

### Calidad
El origen de la opinión de que los legionarios eran tropas de mayor calidad que los auxiliares reside en el comentario de Vegecio acerca de que los hombres jóvenes preferían alistarse en los auxilia a fin de huir de la severa disciplina de las legiones. Para avalar esta teoría, Vegecio alegó que a los legionarios se les pagaba un salario más alto; no obstante, no existen pruebas de que hubiera diferencias entre los salarios de ambos cuerpos. Aunque anteriores generaciones de estudiosos alegaron que a los auxiliares se les pagaba un tercio menos que a los legionarios, recientes estudios han demostrado que esta diferencia era menor (solo un 20 % menos) y que solo se aplicaba a la infantería. En cuanto a la caballería, a las equites cohortales (cohorte de caballería) se las pagaba lo mismo que a sus homólogos legionarios; y en el caso de los equites alares, el sueldo era un 20 % mayor. El hecho de que los sueldos más altos y las primas más valiosas se destinaran a los legionarios se debía probablemente a su condición de ciudadanos romanos.
Por otra parte, los relatos de Tácito acerca de los enfrentamientos entre los auxiliares bátavos y los legionarios romanos durante la revuelta de los primeros demuestran que no existía una diferencia apreciable de calidad entre ellos. De hecho, en cuanto a la caballería, los alares eran considerados la élite del ejército romano, mientras que los jinetes de las legiones eran adecuados para llevar a cabo tareas de reconocimiento y para transportar los mensajes entre los generales y los soldados durante la batalla.

### Armamento
La creencia de que los auxiliares eran tropas ligeras procede de las erróneas palabras de Vegecio:

Los auxilia se unían a los legionarios en el combate siempre como tropas ligeras

Aunque es cierto que algunas tropas auxiliares especializadas, como los arqueros sirios o los jinetes númidas, portaban armadura ligera (o iban desprotegidos), no era una regla general entre los auxiliae, pues las cohortes auxiliares iban provistas de una armadura pesada similar a la de los legionarios.
Se ha hablado mucho de la clara diferencia de armadura entre los dos cuerpos que muestra la Columna de Trajano, un monumento erigido en Roma (113) con el fin de conmemorar la conquista de Dacia por el emperador Trajano (97-117). Los bajorrelieves de la columna constituyen una fuente clave para comprender cómo era el equipo militar de los soldados romanos. Por lo general, se muestra a los auxiliares llevando cotas de malla (lorica hamata), corazas o simples láminas de cuero, además de un escudo oval. Por su parte, a los legionarios se les representa portando una armadura de láminas (lorica segmentata) en todo momento (ya sea en combate o en otras actividades, como la construcción) y un escudo de forma rectangular. No obstante, las figuras representadas en la Columna de Trajano están muy estereotipadas a fin de distinguir entre las dos clases de tropas. En otro monumento erigido durante el reinado de Trajano, el Tropaeum Traiani, la lorica segmentata no aparece en ningún momento y los legionarios y los auxiliares se representan portando la misma armadura, la (lorica squamata). En ese sentido, se considera que el Tropaeum Traiani muestra una imagen mucho más real y más ajustada a la normalidad de las legiones, siendo la segmentata una armadura que se utilizaba raramente, posiblemente solo para el combate y para los desfiles. Las pruebas de ese tipo de armadura en las representaciones históricas modernas han demostrado que se trata de una armadura bastante incómoda, y que su estructura hace que sea dolorosa llevarla puesta durante mucho más que cortos períodos. A cambio, ofrece más protección que los otros tipos de armaduras: es impenetrable ante la mayor parte de flechas y proyectiles enemigos. Se ha argumentado también que la lorica segmentata fue utilizada asimismo por los auxiliares, si bien no existe evidencia de este hecho. Se han encontrado restos de este tipo de armadura en Recia que datan de una época en la que no había legiones estacionadas en la provincia, pero podría tratarse de restos abandonados por los legionarios de un destacamento temporal. Además, las tropas auxiliares en ningún momento han sido representadas llevando esa armadura.
En todo caso, ambos cuerpos fueron equipados con las mismas armas: el gladius (espada corta que permite el apuñalamiento en la lucha cuerpo a cuerpo) y la jabalina, aunque la clase de jabalina conocida como pilum fue siempre característica de los cuerpos de legionarios. Goldsworthy señala que el peso final de los equipos de ambos cuerpos era más o menos el mismo. Las diferencias existentes en las armaduras se debían a razones no militares: los legionarios, en su condición de cuerpo superior socialmente, optaban por poner de manifiesto esta superioridad mediante la obtención de armaduras más caras e impresionantes. Cuando en el siglo III se concedió la ciudadanía a todos los peregrini, los legionarios perdieron esta superioridad social y desaparecieron la lorica segmentata y el escudo rectangular.

### Rol en el combate
Las cohortes auxiliares (a excepción de las unidades especializadas) estaban compuestas por infantería pesada que luchaba en primera línea de combate junto a las legiones. No existen pruebas de que sean ciertas las afirmaciones de Vegecio, en el sentido de que los auxiliae entraran en combate antes o después que las legiones. De lo que sí existe evidencia es de que, durante la batalla, los comandantes situaban a los auxiliares en los flancos y a los legionarios en el centro; como ejemplo tenemos la Batalla de Watling Street (60), batalla que supuso la derrota definitiva de los rebeldes britanos liderados por la Reina Boudica. Este modo de organizar al ejército era heredado de los tiempos de la República Romana, durante los que los alae latinos ocupaban esa misma posición en la batalla.

### Autonomía
Normalmente se asignaba un regimiento de auxiliares a una legión para que la apoyara en sus operaciones militares; en el alto mando, el praefectus quedaba subordinado al legatus legionis (comandante de la legión). El periodo en que ambos cuerpos permanecían juntos podía ser muy largo. Por poner ejemplo, las ocho cohortes de auxiliares batavios que se adjuntaron a la Legio XIV Gemina permanecieron con ella 26 años, desde la invasión a Britania del año 43 hasta la guerra civil del año 69. El número de regimientos auxiliares adjuntos a una legión dependía de las peticiones realizadas por el legatus Augusti (gobernador de la provincia donde la legión estaba estacionada) o por el emperador de Roma.
Sin embargo, el hecho de que los regimientos auxiliares quedaran subordinados a una legión no significaba que no se les permitiera iniciar una campaña de manera independiente, es decir, sin el apoyo de las legiones. De hecho, la práctica ausencia de caballería era lo que impedía a las legiones iniciar una campaña por su cuenta y sin auxiliares, peor no ocurría así a la inversa. Como ejemplo tenemos las campañas llevadas a cabo durante el gobierno de Publio Ostorio Escápula en la provincia de Britania contra la tribu de los icenos (47), o el rescate de los brigantes y su líder Cartimandua (52). La Columna de Trajano representa las principales escenas de 20 grandes batallas, de las cuales en 19 participan los auxiliares y en 12 solos, sin legionarios.

### Papel estratégico
Los campamentos de legionarios estaban situados en algunas provincias muy lejos de la frontera, como durante la conquista de la isla de Britania, en la que las principales bases de legionarios se hallaban en Chester y York, a 100 km del Muro de Adriano, que delimitaba la frontera romana de la isla. No obstante, en otras provincias, como en el Danubio (Ratisbona, Viena y Budapest), las legiones se estacionaban justo en la frontera. En Gran Bretaña, la dirección de la guerra quedó en manos de los auxiliares, aunque también es probable que en los destacamentos fronterizos vivieran no solo los auxiliares, sino también algunos cuerpos de legionarios.
En conclusión: no existieron diferencias significativas entre la formación, equipo, calidad y papel en el combate o en la estrategia de la infantería de las legiones y sus homólogos auxiliares. La caballería auxiliar era muy superior a la legionaria, pues esta no estaba pensada para combatir. Por otro lado, las legiones carecían por completo de arqueros u otras formaciones ligeras, comunes entre los auxiliares.
En muchas ocasiones se ha planteado la cuestión de si era posible que las legiones provinciales se mantuvieran en activo durante mucho tiempo debido a lo problemático del reclutamiento en zonas con pocos ciudadanos. Mattingly duda que en Gran Bretaña, donde residía una población de 50 000 ciudadanos romanos, fuera posible que se cubrieran las necesidades de las tres legiones estacionadas en la provincia, que requerían 600 reclutas anuales. Sin embargo, es probable que tras la revuelta de los batavios, los emperadores optaran por establecer colonias en las provincias más inestables. Así, se garantizaba la seguridad nacional al poder reclutar con relativa rapidez cuerpos militares plenamente leales.

## Estructura y organización

### General
El cuadro siguiente muestra el establecimiento oficial de efectivos auxiliares a finales del siglo II. No obstante, la verdadera fuerza de los auxiliares, cuyo número variaba continuamente, estaba basada en la eficacia de los reclutamientos efectuados a lo largo del Imperio.
| Unidad                      | Servicio                      | Comandante                                | Subcomandante                   | Nª de subunidades     | Fuerza de las subunidades | Fuerza de las unidades  |
| --------------------------- | ----------------------------- | ----------------------------------------- | ------------------------------- | --------------------- | ------------------------- | ----------------------- |
| Ala quinquagenaria          | Caballería                    | Praefectus alae                           | decurio                         | 16 turmae             | 30 (32)                   | 480 (512)               |
| Ala milliaria               | Caballería                    | Praefectus alae                           | decurio                         | 24 turmae             | 30 (32)                   | 720 (768)               |
| Cohors quingenaria          | Infantería                    | Praefectus cohortis vel Tribunus Cohortis | centurión                       | 6 centuriae           | 80                        | 480                     |
| Cohors milliaria            | Infantería                    | Tribunus cohortis milliariae              | centurión                       | 10 centuriae          | 80                        | 800                     |
| Cohors equitata quingenaria | Mixto: infantería/ caballería | Praefectus cohortis                       | centurión (inf) decurio (cab).  | 6 centuriae 4 turmae  | 80 30                     | 600 (480 inf/120 cab)   |
| Cohors equitata milliaria   | Mixto: infantería/ caballería | Tribunus cohortis milliariae              | centurión (inf) decurio (cab)). | 10 centuriae 8 turmae | 80 30                     | 1,040 (800 inf/240 cab) |

1. 1 2 3 4  Existe un debate en torno al tamaño de las turmae, aunque se cree que estaban formadas por 30/32 hombres. Treinta soldados era el tamaño de una turma republicana de caballería y de una cohors equitata de auxiliares de la época augusta era de 30 hombres. Por otro lado, están las declaraciones de Flavio Arriano, que fija el tamaño de un ala en 512.[93] Tomando como veraces los escritos de Arriano, una turma de un ala constaría de 32 hombres.
2. ↑  El Tribunus Cohortis dirigía las cohortes de ciudadanos romanos.[94]
3. 1 2  Las cohortes milliariae reclutadas entre los tungros y los batavios estaba al mando de Praefecti y no de Tribuni.[94]

### Reclutamiento, rangos y salario
Son escasas las evidencias encontradas acerca de los rangos y salarios de los soldados auxiliares, aunque más numerosas que las de sus homólogos legionarios. Los datos disponibles pueden resumirse en la siguiente tabla:

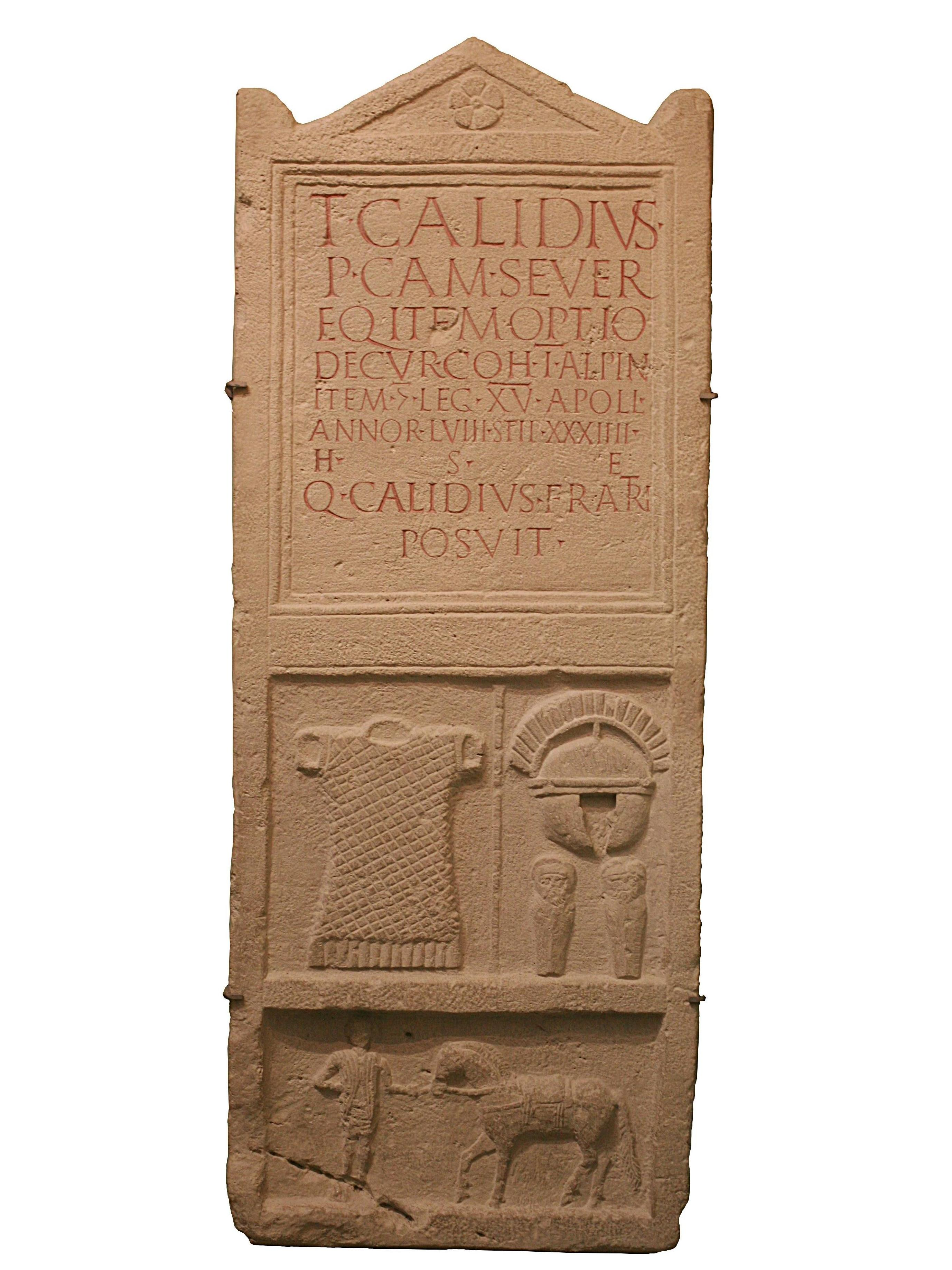
Lápida de Tito Calidio Severo, soldado auxiliar romano perteneciente a la tribu romana Camilia. Ascendió desde el puesto de eques (jinete) al de decurión de la Cohors I Alpinorum, regimiento reclutado al oeste de los Alpes. Posteriormente Severo pasaría a servir en una legión y fue nombrado centurión de la Legio XV Apollinaris. Murió a la edad de 58 años, tras 34 años de servicio. Nótense los grabados de su armadura y las decoraciones de su caballo, distintivos de los decuriones. La historia de Severo muestra que a veces, tras 25 años de servicio, los auxiliares se sumaban a las legiones. Este monumento fue erigido por su hermano, Q. Calidio. Carnuntum, Austria.

| Proporción de salarios  | Rangos de las cohortes de infantería (orden ascendente) | Cantidad (denarios) | Rangos de las alae (orden ascendente)    | Cantidad (denarios) |
| ----------------------- | ------------------------------------------------------- | ------------------- | ---------------------------------------- | ------------------- |
| 1                       | Pedes                                                   | 188                 | Gregalis                                 | 263                 |
| 1,5 (sesquiplicarii)    | Tesserarius                                             | 282                 | Sesquiplicarius                          | 395                 |
| 2 (duplicarii)          | Signifer Optio Vexillarius                              | 376                 | Signifer ¿Curator? Vexillarius           | 526                 |
| 2,5-5 (triplicarii etc) | Centurio Penturio princeps ¿Beneficiarius?              | 470-940             | Decurio Decurio princeps ¿Beneficiarius? | 658-1315            |
| 50                      | Praefectus                                              | 9400                | Praefectus                               | 13 150              |

1. ↑  Partiendo de que los salarios de los oficiales eran equivalentes a los del ejército romano tardío.[96]

#### Caligati
En el extremo inferior de la pirámide jerárquica del ejército romano se encontraban los soldados ordinarios, los pedes (soldados rasos de una cohorte), los eques (jinetes de las cohors equitata) y los gregalis (jinetes de los alae).
En los tiempos inmediatamente posteriores a la institución de las tropas auxiliares como unidad, los romanos reclutaban a este tipo de regimientos entre los peregrini romanos, los ciudadanos de segunda clase que habitaban dentro de las fronteras del Imperio. Cuando se inició el reclutamiento de auxiliares entre tribus nativas, se bautizaba a los regimientos con el nombre de su pueblo de procedencia. Posteriormente, cuando el regimiento se estacionaba en una provincia, obtenía la mayor parte de sus nuevos reclutas entre los provincianos, en detrimento de los extranjeros originales. De ese modo perdieron los auxiliares su identidad étnica distintiva. Por tanto, el nombre de las unidades auxiliares perdió sentido y se convirtió en una mera curiosidad, aunque algunos de sus miembros podrían haber heredado nombres extranjeros de sus antepasados veteranos. A pesar de todo, los diplomas e inscripciones que se han hallado de la época demuestran que algunas fuerzas siguieron reclutando hombres en sus territorios de origen; por ejemplo, los auxiliares de Britania continuaron reclutándose entre el pueblo de los batavios. Las principales fuentes de reclutamiento se mantuvieron en las provincia de Recia, Panonia, Mesia y Dacia. Se han hallado en Gran Bretaña pruebas de que algunos regimientos contaban con soldados internacionales.
Al parecer, los regimientos auxiliares contaron también con la contratación de ciudadanos romanos; probablemente hijos de veteranos de este cuerpo que decidían seguir los pasos de sus padres. Estos descendientes de veteranos se alistaban en los auxiliae con el objetivo de medrar en una unidad en la que era mucho más fácil ascender que en las legiones. Tanto es así, que algunos legionarios solicitaban el traslado de las legiones a los auxiliae.
Menos clara está la cuestión de que se reclutara de forma regular a los barbari (personas que vivían fuera de las fronteras del Imperio, a los que los romanos llamaban bárbaros). Actualmente se ha llegado al consenso de que lo hicieron, aunque existen muy pocas pruebas anteriores al siglo III, además de que los primeros diplomas datan de 203, fecha muy cercana al año 212, cuando el Edicto de Caracalla concedió la ciudadanía a todos los peregrini. A partir del siglo III aparecieron de manera regular regimientos auxiliares reclutados exclusivamente entre los bárbaros. Por ejemplo, el Ala Sarmatarum I y el Numerus Hnaufridi.

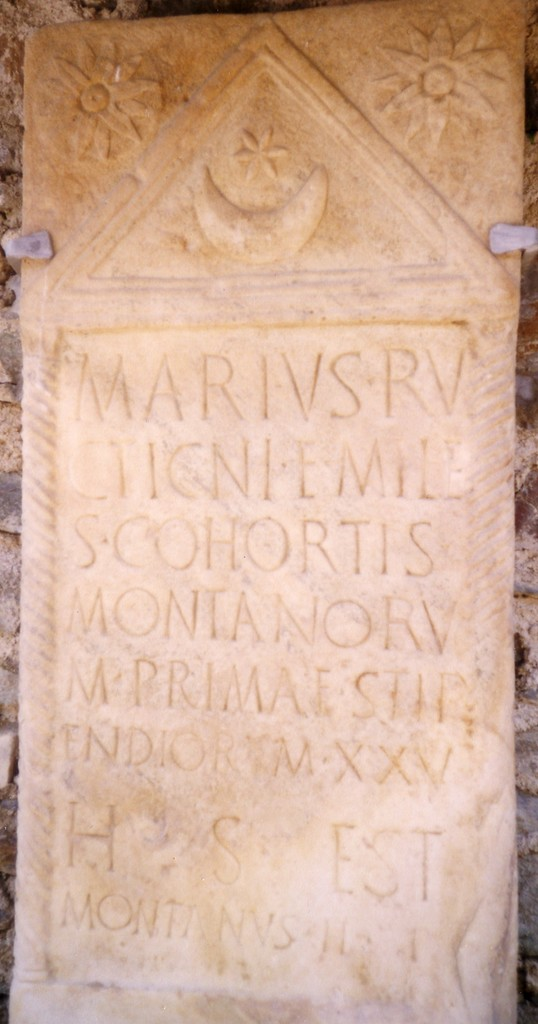
Lápida de Mario, hijo de Ructicno, un soldado auxiliar cuya carrera fue menos exitosa que la de su padre. Nunca ascendió del puesto de millas (soldado ordinario) en 25 años de servicio con su regimiento, la Cohors I Montanorum(reclutada originalmente en la provincia de Recia y en los Alpes Julianos). No puede despojarse de sus nombres tribales, pues debido a su muerte en el último año del plazo requerido, jamás recibió la ciudadanía romana. Este monumento fue erigido en el siglo por su heredero. Carinthia, Austria.

En cuanto al sueldo, existía también una jerarquía entre las clases de tropas auxiliares, de las cuales la caballería era el cuerpo mejor pagado. Recientes estimaciones han determinado que bajo el reinado de Augusto, los pagos anuales se estructuraban de la siguiente manera:
- Los Eques alaris (gregalis) recibían 263 denarios
- Los Eques cohortalis recibían 225 denarios
- Las cohors ordinarias recibían 188 denarios.[104]

Al parecer, existieron las mismas diferencias salariales durante el reinado de Domiciano (81-96). No obstante, Goldsworthy puntualiza que la hipótesis de que las tasas salariales eran comunes en provincias y unidades no está comprobada, y que es probable que los sueldos fueran más altos en la élite de la jerarquía auxiliar, como es el caso de los alae singularium, las cohortes batavorum o unidades especializadas, como los sagittarii.	
Los sueldos de las pedes cohortalis auxiliares pueden compararse a los de los legionarios de la siguiente manera:
| Remuneración               | Legionarios c. 100  | Legionarios c. 100   | Auxiliares c. 100   | Auxiliares c. 100    |
| Remuneración               | Cantidad (denarios) | Anual (tras 25 años) | Cantidad (denarios) | Anual (tras 25 años) |
| -------------------------- | ------------------- | -------------------- | ------------------- | -------------------- |
| Stipendium (salario)       | 225 p.a.            | 225                  | 188 p.a.            | 188                  |
| Donativa (recompensas)     | 75 cada tres años   | 25                   | No hay evidencias   |                      |
| Total de pagos anuales     |                     | 250                  |                     | 188                  |
| Deducción: Comida          |                     | 60                   |                     | 60                   |
| Deducción: Equipamiento    |                     | c. 50                |                     | c. 50                |
| Estipendio final           |                     | 115                  |                     | 78                   |
| Praemia (recompensa final) | 3000                | 120                  | No hay evidencias   |                      |

El sueldo bruto de los soldados romanos estaba sujeto a deducciones por la alimentación, la ropa y el heno (deducción exclusiva de los soldados montados). No está claro si el coste de la armadura y las armas también era deducido o si era sufragado por el ejército. Tras las deducciones pertinentes, los soldados auxiliares recibían un sueldo de 78 denarios, cantidad suficiente para adquirir los alimentos que necesitaba un adulto medio durante un año. En el año 84, Domiciano aumentó el sueldo base de los legionarios en un 33 % (de 225 a 300 denarios): aumento similar al que recibieron los auxiliae, que ahora recibían 140 denarios. El hecho de que los soldados estuvieran exentos del impuesto de capitación (capitatio), que no pagaran alquiler (residían en los cuarteles o en los campamentos), alimento, ropa o equipo (cuyos gastos sufragaba el ejército) y que la mayoría procedieran de familias campesinas que vivían de la agricultura de subsistencia, hizo que el sueldo que percibían los soldados en el ejército se tornara muy atractivo. Estos sueldos podían gastarse en actividades de ocio, ser enviados a sus familias o simplemente guardarse para la jubilación.
No existen pruebas de que los auxiliae recibieran bonificaciones en efectivo (donativa) cuando un nuevo emperador ascendía al trono, como sí ocurría en el caso de los legionarios. Aunque irregulares, estos pagos (75 denarios cada vez para los legionarios ordinarios) se producían cada siete años y medio a principios del siglo I y cada tres en épocas posteriores. Duncan-Jones ha sugerido que los donativa se empezaran a pagar a los auxiliae a partir del reinado de Adriano, lo que explica el gran crecimiento de sueldo que experimentó este cuerpo durante esa época. Al finalizar sus 25 años de servicio, los legionarios recibían una gran bonificación de 3000 denarios (praemia), equivalente a 10 años de su sueldo tras el aumento salarial del año 84, que les permitía comprar una buena porción de terreno. Al parecer, el praemia que recibían los auxiliares era la concesión de la ciudadanía romana, que conllevaba importantes exenciones fiscales. Duncan-Jones sugiere que es probable que sí se pagara una bonificación en efectivo a los auxiliares.

#### Principales iuniores
En el ejército romano se conocía a los oficiales con el nombre de principales, rango por encima del de centurión, jefe de una centuriae de una cohorte. Entre los legionarios de las centuriae existía una serie de suboficiales:
- El vexillarius, jefe de una compañía.
- El optio, suboficial que servía de lugarteniente al centurión de cada centuria.
- El signifer, suboficial encargado de llevar el signum o enseña de cada centuria.
- El tesserarius, soldado del ejército romano, con la categoría de miles principalis, que se encargaba en cada centuria de una legión o una unidad auxiliar, de las tareas de seguridad, especialmente de conocer y fijar la tessera o contraseña de cada día.

En las turmae de las cohors equitatae y en las alae, el segundo al mando del decurión era probablemente conocido por el nombre de curator, responsable de los caballos.
Al igual que en las legiones, los jóvenes principales y algunos soldados especializados de los regimientos se clasificaban en dos grupos:
- Los duplicarii, soldados a los que se pagaba el doble.
- Los sesquiplicarii, soldados a los que se pagaba el sueldo base o la mitad del mismo.

Dichos cargos pueden compararse en función de los niveles salariales con los actuales de cabo y sargento.
Además de los efectivos militares, los regimientos comprendían soldados especializados integrados en las filas de los duplicarius o los sesquiplicarius o con la condición de milites immunes («soldados eximidos», es decir, exentos de las funciones ordinarias). Entre estos soldados especializados se encontraban:
- El medicus, hombre encargado de velar por la salud de los soldados.
- El veterinarius, médico veterinario a cargo del cuidado de los caballos, los animales y el ganado.
- El custodio armorum, encargado del arsenal.
- El cornicularius, soldado encargado del registro y papeleo del regimiento.

#### Principales seniores
En comparación con los centuriones de las legiones, poco se conoce acerca de los centuriones y decuriones auxiliares. Las evidencias existentes muestran que ambas clases de oficiales eran soldados nombrados directamente por el comandante -hombres procedentes de la aristocracia provincial- o ascendidos a estos cargos desde las filas de legionarios y auxiliares rasos. Bajo el reinado de la Dinastía Julio-Claudia, la división entre centuriones y decuriones era similar a la existente entre los ciudadanos y los peregrini. En épocas posteriores, estos cargos serían casi exclusivos de los ciudadanos romanos debido al predominio de la ciudadanía en las familias con tradición militar. La manera en que los centuriones y decuriones ascendían a estos puestos desde las filas ha sido comparada al modo en que lo hacen los oficiales con funciones de sargento en los ejércitos modernos. No obstante, esta comparación subestima el rol social de decuriones y centuriones, así como sus funciones, no solo militares, sino también administrativas. Los modernos rangos de capitán y mayor o comandante son más parecidos.
No se sabe con certeza el sueldo estipulado para centuriones y decuriones, aunque sí se sabe que este excedía en más del doble al de un miles.
A diferencia del legatus legionis (oficial que tenía a su cargo a seis tribuni militum y a un praefectus castrorum), el praefectus auxiliar no parece haber tenido apoyo por parte de suboficiales militares, a excepción del beneficiarius («adjunto»), que podría ser el segundo al mando del prefecto si este cargo fuera ordinario y no un simple nombramiento ad hoc realizado para una tarea específica. El praefectus también contaba en su estado mayor con el vexillarius del regimiento (portador del estandarte de la unidad) y el cornicen (portador del cuerno -instrumento de música para dar órdenes- de la unidad).

#### Praefecti
Parece ser que a principios del siglo II, la mayoría de los prefectos auxiliares eran aún de origen itálico, a pesar de que este pueblo suponía, por esta época, una menor proporción, en comparación con el pasado, de los reclutas legionarios. Todos los prefectos eran miembros del ordo equester, ya fuera por nacimiento, por alcanzar el estado económico requerido (100 000 denarii, el equivalente a 400 años de salario bruto para un alaris auxiliar) o por promoción militar. Estos últimos eran centuriones primus pilus, rango que normalmente se entregaba a los miembros del orden ecuestre tras un año de servicio.
Los équites por nacimiento solían iniciar el servicio militar aproximadamente a la edad de 30 años. En los auxiliae, los mandos militares se ejercían en una serie de intervalos de 3 o 4 años: prefecto de una cohors auxiliar, tribunus militum y prefecto de un ala auxiliar. Bajo el reinado del emperador Adriano, se añadió un excepcional mando de cuarto grado, prefecto de un ala milliaria. Al igual que los oficiales de rango senatorial, los miembros del orden ecuestre abandonaban el ejército tras diez años de servicio a fin de tratar de labrarse una fructífera carrera pública. Por otro lado, los hombres no pertenecientes al orden senatorial o ecuestre continuaban en el ejército mucho más tiempo, alcanzando puestos privilegiados dentro de las distintas unidades y provincias. En el siglo III, los prefectos auxiliares eran exclusivamente funcionarios de carrera.
Se ha estimado que el sueldo de un praefectus de un regimiento auxiliar a principios del siglo II era cincuenta veces mayor al de un miles (soldado raso). La razón de la enorme brecha entre las partes superior e inferior de la pirámide militar romana se debía a que la sociedad romana estaba aún muy sujeta a las diferencias entre las distintas clases sociales. Un praedectus no era solo un funcionario de alto nivel, sino un ciudadano romano (al cargo de destacamentos de hombres que no lo eran) miembro del ordo equester, un aristócrata. El abismo social existente entre el praefectus y el soldado peregrinus era inmenso, y la diferencia entre los sueldos de ambos reflejaba este hecho.

### Unidades especiales
Durante el periodo republicano, las unidades especiales de los cuerpos auxiliares romanos se limitaban a los honderos baleares, a los arqueros cretenses y a la caballería ligera númida. Estas unidades continuarían formando parte de los auxiliae en el siglo II, aunque ya se habrían añadido algunas nuevas:

#### Sagittarii
Los sagittarii formaban el cuerpo de arqueros del ejército romano (sagitta en latín significa ‘flecha’). En el siglo II existían ocho contingentes de alae sagittariorum (arqueros montados), 18 de cohortes sagittariorum (arqueros a pie) y seis de cohortes sagittariorum equitatae (cuerpo formado por una fuerza mixta de arqueros a pie y montados). Estas 32 unidades comprendían en total cerca de 17 600 arqueros, de los cuales la mayoría eran de origen sirio y solo un regimiento, la cohors I Cretum sagitt. eq., era de origen cretense, pueblo que tradicionalmente había suministrado arqueros a Roma en tiempos de la República. De estos 32 regimientos de sagittarii registrados a mediados del siglo II, trece eran de origen sirio, siete de origen tracio, cinco procedentes de Asia Menor, uno de origen cretense y el resto de origen desconocido.
En la Columna de Trajano se muestran tres diferentes clases de arqueros:
- Con coraza, casco de forma cónica y capa.
- Sin armadura, gorra de tela cónica, largo y chaleco largo.
- Equipados de igual forma que los habituales de infantería auxiliares.

Las dos primeras clases de arqueros eran probablemente de origen sirio y la tercera de origen de tracio.
No es seguro que todos los contingentes de sagittarii estuvieran formados exclusivamente por arqueros. Algunas unidades de este tipo, además de portar arcos, estaban equipadas de igual forma que las alae y cohortes ordinarias. De hecho, sería sorprendente que las unidades regulares carecieran por completo de arqueros, pues ello limitaría en gran medida su capacidad para llevar a cabo operaciones independientes. Además, las evidencias son ambiguas, pues no solo muestran a algunos regimientos de sagittarii portando otras clases de armas, sino también a clases de unidades que no eran saggitarii portando arcos.

#### Equites Maurorum
Los equites maurorum formaban el cuerpo de caballería ligera del ejército romano (equites significa ‘jinetes’ en latín). Los equites, que eran en su mayoría oriundos de la provincia de Mauritania (región procedente de la fusión de los territorios provinciales de Mauritania y Numidia), formaban parte del pueblo de los mauri (palabra latina de la que se deriva el término español «moro»). Este pueblo es el antepasado de los modernos bereberes de Argelia y Marruecos. En la Columna de Trajano se representa a los jinetes mauri cabalgando con el pecho desnudo, controlando al caballo sin apenas esfuerzo y sin portar ninguna clase de armadura, solo una simple túnica. La clase de armas que portaban no puede discernirse de forma clara debido a la erosión de la columna, aunque se cree que llevaban lanzas de una corta longitud. Los jinetes son representados con pelo largo en rastas. No está del todo claro qué proporción de caballería mora formaba partes de los auxiliae regulares en contraposición a los barbari, unidades irregulares aliadas.

#### Funditores
Los funditores integraban el cuerpo de honderos del ejército romano (funda significa ‘honda’ en latín), a
pesar de no
figurar en las licencias militares que se han hallado. Los funditores sí que aparecen, no obstante, en la Columna de Trajano, en la que se les representa desarmados y portando una túnica corta. En posible que en algunos periodos o escenarios no se tratase de un cuerpo auxiliar sino de legionarios romanos equipados con hondas y entrenados en su uso. Llevan una bolsa cerrada, aunque abierta en la parte frontal, a fin de que pudieran arrojar sus proyectiles (glandes). Parece ser que al menos un contingente de funditores participó en las guerras dacias.

#### Contarii
Los contarii formaban el cuerpo de lancero del ejército romano (contus es el nombre utilizado en latín para hacer referencia a una lanza larga y pesada). A partir del siglo II figuran como una unidad especial formada por caballería pesada cubierta de la cabeza a los pies por una armadura. Su número aumentó considerablemente a partir del siglo III. Entrenada y armada a imagen y semejanza de los jinetes sármatas y partos, a este tipo de unidad se la conocía bajo los nombres de contarii, cataphractarii y clibanarii. Junto a las nuevas unidades de arqueros montados ligeros, los contarii estaban ideados para contrarrestar las tácticas militares del Imperio Parto, cuyos ejércitos estaban formados principalmente por caballería. Las tácticas de combate de los partos consistían en debilitar y romper la línea defensiva romana y después desbandar al ejército mediante una carga de cataphractarii. Las únicas unidades especiales de caballería pesada que figuran en los registros del siglo II son el ala Ulpia contariorum I y el I ala Gallorum et Pannoniorum cataphractaria, estacionadas, respectivamente, en Panonia y Mesia Inferior, aunque se cree que debió haber habido varios regimientos como esos ubicados en el este.

#### Singulares
Los singulares eran las unidades de caballería instituidas a fin de servir como escolta imperial (singuli en latín significa ‘adjunto a una persona’). Desde el reinado del emperador Augusto, que empleaba como guardaespaldas a soldados de origen germano, los Germani corpore custodes, los emperadores habían usado como guardia personal a soldados oriundos del exterior de las fronteras del Imperio, probablemente porque consideraban que no podían ser sobornados por sus rivales al trono imperial. Sin embargo, cuando el cuerpo de guardaespaldas germanos fue abolido por el emperador Galba en el año 69, fue reemplazado por los equites singulares Augusti (literalmente ‘caballería personal del emperador’), cuerpo militar integrado por los mejores jinetes de los auxiliae, de los cuales la mayoría eran batavios. Esta era la única unidad de la Guardia Pretoriana reclutada entre no ciudadanos y, aunque en sus comienzos habían sido instituidas como una ala miliar (720 hombres), los regimientos de equites singulares Augusti habían crecido constantemente hasta contar con 2000 hombres a finales del siglo II. Cuando los emperadores realizaban sus giras por provincias o encabezaban sus campañas, los llevaban siempre consigo. Parece ser que después de algunas campañas, los destacamentos de singulares se quedaban permanentemente estacionados en las provincias a modo de alae regulares, aunque conservaban el prestigioso título de singulares y su reputación. Como ejemplo tenemos el Ala I Flavia singularium, acantonada en Recia a mediados del siglo II. En la Columna de Trajano son fácilmente identificables, pues aparecen siempre acompañando al emperador. El monumento les muestra sin estar vestidos para la batalla, pues no usan coraza, aunque sí ropa de marcha (túnica y manto).

#### Dromedarii
Los dromedarii eran unidades montadas en camello. En los registros solo se ha hallado la existencia de una a mediados del siglo II, el ala I Ulpia dromedariorum milliaria, estacionada en Siria. No obstante, se cree que se reclutaron más con el fin de que patrullaran los desiertos de Arabia y del Norte de África.

#### Exploratores
Los exploratores eran las unidades de reconocimiento del ejército romano. Existen dos ejemplos de regimientos de esta clase de unidad acantonadas en Britania a mediados del siglo III: Habitanco y Bremenio (ambos nombres de fuertes), aunque poco se conoce acerca de ellas.

#### Equites cohortales
La teoría tradicional de los historiadores, expuesta por G. L. Cheesman, afirmaba que las cohors equitata estaban formadas solo por infantería montada en caballos de mala calidad. Los integrantes de esta clase de unidad acudían al campo de batalla a caballo, pero después desmontaban para combatir. Sin embargo, esta opinión está desacreditada en la actualidad, pues, aunque es evidente que las equites cohortales no eran equiparables en calidad a las equites alares (de ahí su menor remuneración), existen pruebas de que en el campo de batalla luchaban de igual manera que ellos y, en ocasiones, a su lado; además portaban la misma clase de armas y armadura.

### Unidades irregulares
Se han hallado pruebas que datan de fechas del periodo del Principado Romano, que demuestran la existencia de una minoría étnica de unidades compuestas por barbari y desvinculadas de la organización auxiliar ordinaria. En cierto modo, este tipo de unidad era una simple evolución del antiguo sistema de clientelado de tiempos de la República, que consistía en la existencia de una serie de regimientos ad hoc suministrados a Roma para sus campañas en nombre de los reyes clientes del Imperio. Empero, cuando finalizaban estas campañas, algunos de estos contingentes de soldados permanecían al servicio de Roma manteniendo el liderazgo, vestimenta, equipo y organización que los caracterizaban. Esta clase de unidad era conocida por los romanos bajo el nombre de socii («aliados») o foederati. Sin embargo, debido a la escasez de pruebas, no sabemos mucho acerca de esta clase de unidad.
Los foederatii son reflejados por primera vez en la Columna de Trajano (pues durante las guerras dacias varias tribus apoyaron a los romanos y lucharon a su lado), donde se les muestra como hombres fuertes, con el pelo largo y barba, descalzos y desnudos hasta la cintura. Usaban un pantalón largo sujeto por un amplio cinturón. No obstante, debido a que en la Columna de Trajano solo está representada una clase de barbari, el atuendo y las armas que allí exhiben no tiene por qué ser representativo y pudo haber variado en gran medida en función de su población de origen. Partiendo de la frecuencia con la que los foederati figuran en las recreaciones de batallas presentes en la Columna, se cree que esta clase de unidad debió ser muy importante en las operaciones militares que realizaron los romanos en el territorio de Dacia. Un ejemplo de regimiento de foederatii fueron los 5500 jinetes sármatas enviados por el emperador Marco Aurelio (161-180) a reforzar la Muralla de Adriano tras su derrota en las guerras marcomanas.

### Nombres, títulos y condecoraciones

#### Nombres de los regimientos
La nomenclatura de la mayoría de los regimientos auxiliares seguía una configuración estándar: tipo de unidad, seguida por el número que expresaba el orden en que fueron reclutados, seguida por el nombre de la tribu o nación de peregrini entre la que fueron reclutados en genitivo plural; por ejemplo, la cohors III Batavorum (tercera cohorte de los batavios) o la cohors I Brittonum (primera cohorte de los britones). Algunos regimientos combinaban los nombres de dos tribus de peregrini, probablemente resultado de la fusión de dos regimientos independientes; por ejemplo, el ala I Pannoniorum et Gallorum (primer ala de los panonios y los galos). Una minoría de regimientos se nombraban en honor a una persona; por ejemplo, el ala Sulpicia (probablemente nombrada así en honor a un romano perteneciente a la gens Sulpicia). Este último caso se producía también en los pocos regimientos que carecían de número de serie.
Además, existían una clase de regimientos, que se reclutaban en situaciones de emergencia (la mayoría durante la Revuelta Iliria), cuyo nombre reflejaba el fin de su contratación. El ejemplo más conocido de esta clase de unidad es el Civium Romanorum, cuyo nombre indica que se trataba de regimientos compuestos por ciudadanos romanos reclutados durante la Revuelta de Iliria (6-9).

#### Títulos
Los regimientos podían ser recompensados por su servicio con la concesión de un título honorífico. El mejor considerado entre las tropas era el prestigioso título de Civium Romanorum, que concedía a todos los hombres integrantes del regimiento la ciudadanía romana (aunque no a sus sucesores). El regimiento conservaba el título de Civium Romanorum a perpetuidad. Otro título importante era la concesión al regimiento del nombre de la gens del emperador.
Un título similar era el que se daba a las legiones por el cumplimiento de su deber y su lealtad, el pia fidelis.

#### Condecoraciones
El ejército romano concedía a los legionarios por su valor una gran variedad de condecoraciones individuales (dona): el hasta pura, una lanza en miniatura; el phalerae, que era un gran disco hecho de plata o bronce que se colocaba en la coraza; el armillae, una pulsera que se llevaba en la muñeca; y el torque, que era un collar que los soldados llevaban alrededor del cuello. La recompensa militar de mayor prestigio era la concesión de la coronae (corona), de las cuales la más prestigiosa era la corona cívica, una corona hecha de hojas de roble que se concedía por salvar la vida de un ciudadano romano en batalla. Otro premio muy valioso fue la corona muralis, una corona de oro que se adjudicaba al primer hombre que saltaba las murallas de una fortaleza enemiga. Esta condecoración se concedía en muy pocas ocasiones, ya que el hombre que primero saltaba las murallas del enemigo rara vez sobrevivía.
No existen pruebas de que los soldados auxiliares rasos recibieran condecoraciones individuales, aunque los oficiales auxiliares sí lo hacían. En lugar de ello, las condecoraciones se concedían a la totalidad de los regimientos auxiliares. Con el paso de los años, algunos regimientos acumulaban una larga lista de títulos y condecoraciones; por ejemplo, la Cohors I Brittonum Ulpia torquata pia Fidelis Civium Romanorum.

## El día a día de losauxilia

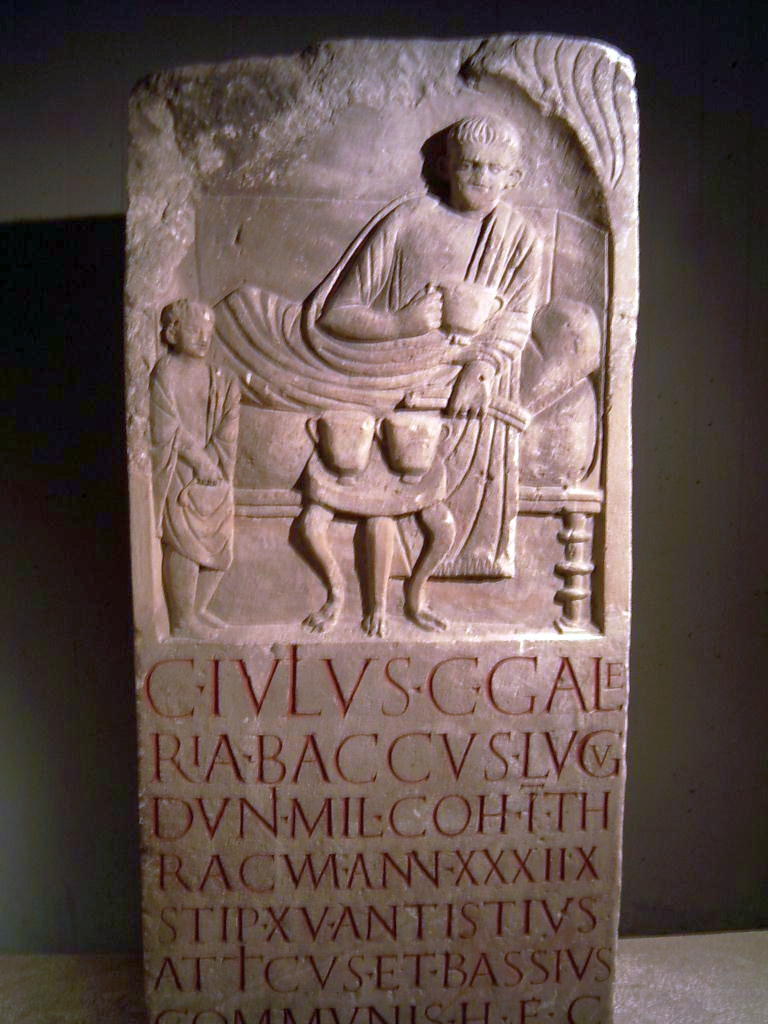
Lápida del soldado raso auxiliar Cayo Julio Baso, oriundo de Lugdunum (Lyon, Francia). Murió a la edad de 38 años, tras 15 años de servicio. En vista de su inacabado servicio, Baso pudo haber sido un ciudadano romano de nacimiento. Su regimiento era la Cohors II Thracum y él era todavía un miles (soldado raso) cuando murió. A diferencia de otras lápidas de militares, Baso, en la suya, no está en una pose activa, sino que se le ve disfrutando de un vino en su casa con los amigos, que es como estos querían recordarle. Römisch-Germanisches Museum, Colonia, Alemania.

Los soldados profesionales del Principado, legionarios y auxiliares, pasaban en combate una pequeña parte de sus carreras militares. La mayor parte de sus días de servicio transcurrían marcados por una serie de tareas rutinarias tanto militares como no militares. Esto, junto a la vida social y privada de los soldados, ha sido virtualmente ignorado por los historiadores contemporáneos, como Tácito y Dión Casio. No obstante, hallazgos de la arqueología moderna realizados en excavaciones próximas a antiguos fuertes romanos han arrojado luz sobre este tema olvidado.
Hasta el descubrimiento de las tablillas de Vindolanda a finales de la década de 1970, la mayor parte de la información existente acerca de la vida cotidiana de los auxiliares romanos se hallaba en papiros encontrados en Egipto. Sin embargo, la información de los auxiliae que contenían estos papiros estaba reducida a las unidades estacionadas en Egipto y Oriente. Las lápidas de Vindolanda, por su parte, contienen datos concernientes a los soldados auxiliares de las provincias noroccidentales del Imperio, por lo que completan muchas de las lagunas de información anteriores.
Las lápidas son una serie de cartas y de recordatorios escritos en relieve sobre tablas de madera y referentes a oficiales de tres regimientos auxiliares procedentes de la provincia de Germania inferior y que se fueron sucediendo en las fortificaciones de Vindolanda, al norte de Inglaterra. Datan del periodo comprendido entre los años 85 y 122, antes de la construcción del Muro de Adriano.
La escasez de pruebas que nos han llegado se debe a la descomposición de las mismas, y no a la falta de documentación escrita existente en el ejército romano. Las que han sobrevivido dan muestras de que el ejército romano estaba muy burocratizado. Incluso los asuntos menores, como cuando los soldados rasos informaban por escrito de sus salidas a su praefectus (commeatus). Las pruebas halladas han demostrado que se mantenía un registro individual de cada uno de los soldados. De lo descubierto en Vindolanda, se deduce que una guarnición media, como la estacionada en Gran Bretaña, generaba por sí misma millones de documentos, de los cuales solo ha sobrevivido una pequeña parte.
Los documentos que ofrecen una información más detallada son los renuntiae, informes elaborados periódicamente por el praefectus del regimiento, que informaban acerca de la fuerza y organización de cada regimiento; y los pridiana u hojas de servicio escritas diariamente, que estipulaban los deberes del día anterior y se colocaban probablemente en los tablones de la fortaleza, de modo que quedaban a la vista de todos. Estos últimos reflejan las actividades militares y no militares que realizaban los regimientos de auxiliares dentro y fuera de la base.

### Deberes militares
Las tareas militares rutinarias de los auxiliares incluían el patrullaje, la realización de guardias y el entrenamiento en el manejo de las armas. Estas tareas no se limitaban al regimiento estacionado en la base o fortaleza y sus alrededores, puesto que las lápidas de Vindolanda muestran que varios destacamentos de una misma unidad podían estar estacionados en diferentes lugares a la vez y, de hecho, un renuntia revela que un destacamento compuesto por la mitad de los hombres que integraban la cohors I Tungrorum estaba estacionado en otro fuerte. Otro renuntia indica que una turma de caballería perteneciente a la cohors I Hispanorum veterana equitata, regimiento estacionado en Moesia Inferior (105), estuvo en una misión de exploración (exploratum) en el Danubio.
El entrenamiento de combate y el ejercicio constituían la parte principal de los deberes militares rutinarios de los auxiliares. Una lápida contiene lo que posiblemente se trata de un mordaz comentario formulado por un oficial acerca de los entrenamientos de los jóvenes militares provincianos que integraban los cuerpos de cohors equitata:

A caballo muchos de estos patéticos britanos (Brittunculi) no pueden ni sacar la espada ni lanzar una jabalina sin perder el equilibrio.

Los desfiles eran otra importante tarea de los regimientos. Al igual que los ejércitos de la actualidad, cada día comenzaba con una pequeña marcha militar (probablemente llamado numeratio). En ocasiones estos desfiles incluían ritos religiosos, aunque normalmente eran puramente militares, como el rosaliae signorum, que se producía cuando se entregaban las condecoraciones militares, y el demissio, que se celebraba cuando los veteranos eran dados de alta del ejército y se les concedía la ciudadanía romana tras completar su periodo de servicio. Además, cuando los regimientos eran inspeccionados por un alto funcionario, como el legatus legionis, el legatus Augusti o incluso el propio emperador, los soldados exponían sus habilidades en combate mediante ejercicios militares preparados para la ocasión.

### Otras actividades
Las tareas no militares incluían los quehaceres rutinarios asociados al hecho de vivir en comunidad en el fuerte (limpieza, lavado de ropa y equipo, alimentación de los caballos), así como el trabajo en la fabrica (taller donde se elaboraban y reparaban armas y armaduras). La adquisición de suministros para el regimiento constituía también una actividad esencial. Las materias primas eran adquiridas en los mercados locales siempre que ello era posible, importando de otros lugares todo lo demás. Los hombres de la I Hispanorum veterana, por ejemplo, se vieron obligados a viajar a la Galia desde Moesia Inferior a fin de adquirir ropa y grano. Para los productos manufacturados, los regimientos producían ellos mismos parte de lo que necesitaban. Las lápidas de Vindolanda atestiguan la adquisición de cereales, cerveza, comida para animales, productos manufacturados, como ropa y clavos, y materias primas, como piedra, hierro, plomo, madera y pieles de animales. A determinados soldados con capacidades especiales se les concedía el estatus de immunes, lo que significaba que estaban exentos de realizar las tareas normales comunes en los soldados rasos para que pudiesen trabajar en su especialidad. Entre estos se encontraban los scuttari, herreros y artesanos que trabajaban en la fabrica; los carpentarii (conductores de los vagones, o carpinteros); los seplasiarii, soldados dotados de conocimientos médicos que trabajaban en el hospitium (hospital del fuerte); el balniator (asistentes de los baños) y el cervesarius (fabricante de cerveza). Sin embargo, no está probado que todos estos puestos estuvieran ocupados por milites immunes, sino también por civiles contratados por el ejército.

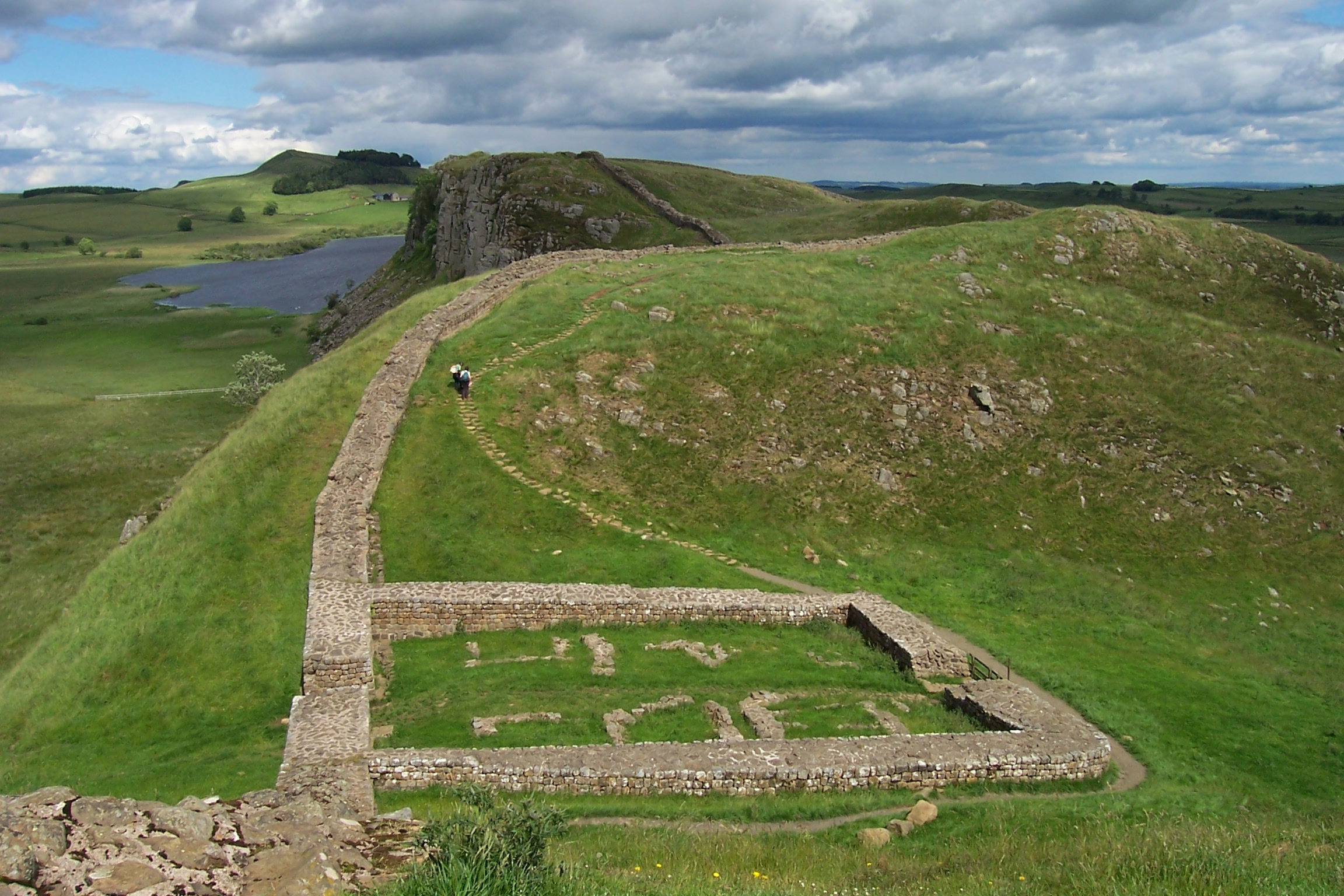
Vista de los restos de la Muralla de Adriano (Milecastle), construida entre 122-132. A pesar de que se emplearon hasta tres legiones como mano de obra para el proyecto, no existen pruebas que evidencien la participación de regimientos auxiliares en la construcción de la Muralla. No obstante, dado que en la época en la que se construyó los auxiliares estacionados en Britania superaban a los legionarios en una proporción de dos a uno, se estima que debieron estar muy involucrados, posiblemente en la excavación de la zanja paralela. En el, 35 000 soldados auxiliares se encontraban desplegados en los alrededores de la Muralla de Adriano, lo que supone aproximadamente el 15 % de la totalidad de cuerpos auxiliares.

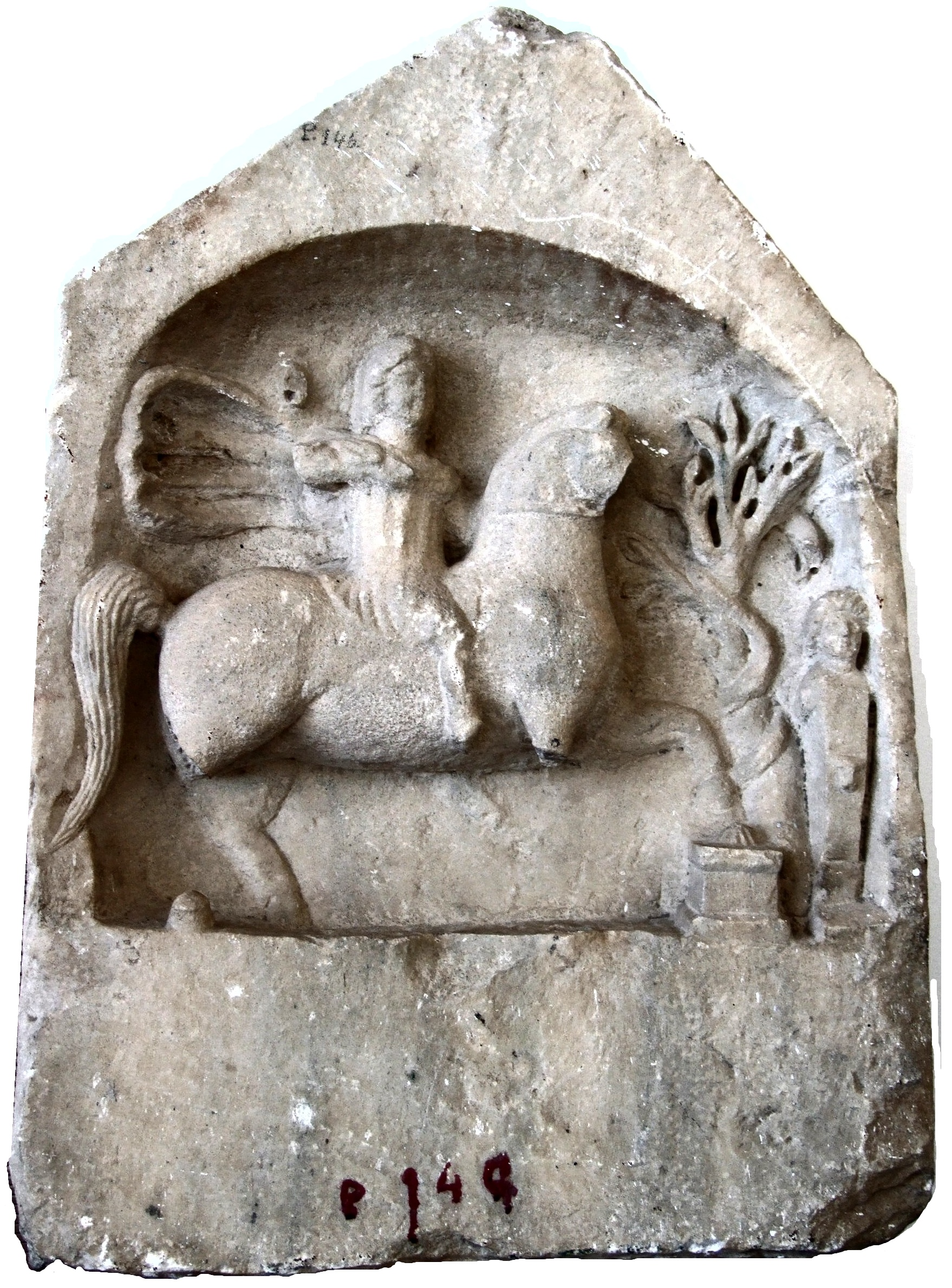
Bajorrelieve del Héroe Tracio. Como puede observarse, el relieve está incompleto, pues faltan la lanza y la víctima abatida. Museo de Istria, Rumania.

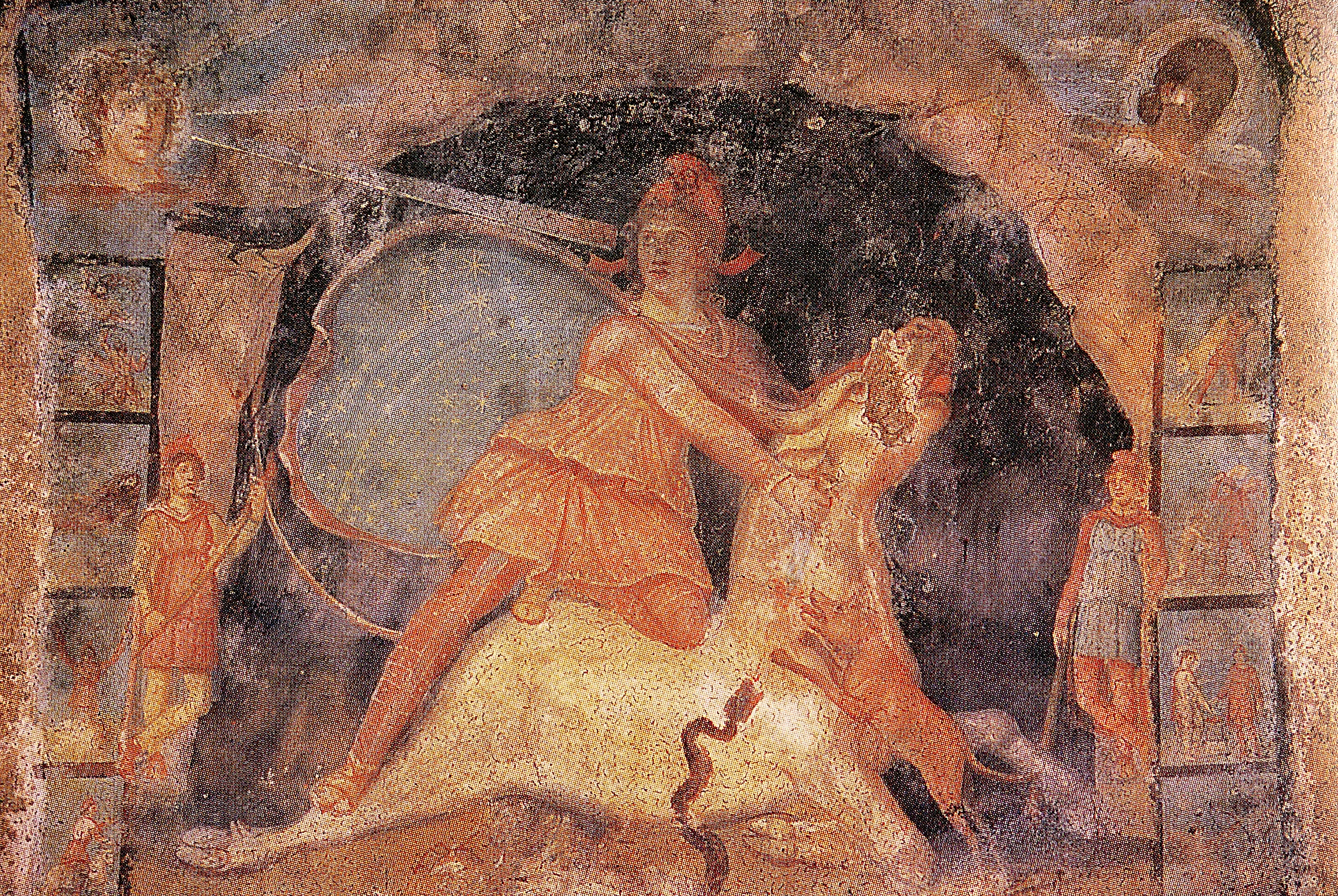
Fresco mostrando cómo el dios Mitra mata a un toro. Constituye una de las figuras centrales del mitraísmo. Nótense el gorro frigio que porta Mitras, la serpiente y la cueva donde se lleva a cabo el sacrificio. Los templos de esta religión trataron de reproducir el entorno de las cuevas. Hallado en Dura Europos, ciudad a orillas del Éufrates (en Siria).

### Construcción
La actividad no militar más importante que realizaban los soldados romanos era la construcción. Los disciplinados soldados imperiales eran empleados para esta tarea al resultarles muy económicos al Estado, que les seguía pagando el salario normal; por ello, en tiempos de guerra, era normal que el emperador usara al ejército y no a contratistas privados en la construcción de defensas fronterizas. Generalmente se les destinaba a la construcción de fortalezas y fortificaciones; por ejemplo, el Muro de Adriano fue construido por el ejército. Sin embargo, también construyeron una gran parte de las infraestructuras de las provincias: vías romanas, puentes, muelles, canales, acueductos, las coloniae (nuevas ciudades para legionarios veteranos), edificios públicos, como basílicas y anfiteatros.
El ejército romano llevó a cabo proyectos a gran escala destinados a aumentar el terreno disponible para la agricultura, tales como la tala de bosques, drenaje de pantanos o la excavación de canales de irrigación. La mayoría de los hallazgos encontrados tratan de las construcciones dirigidas por los romanos. No obstante, las lápidas de Vindolanda tratan de proyectos dirigidos por auxiliares. En una de ellas se narra cómo una docena de soldados trabajan en la construcción de unos baños (balneum) en Vindolanda. Otra se refiere a la construcción de un puente en otro lugar. Los soldados romanos trabajaron también en muchas minas y canteras, donde se obtenían las materias primas necesarias para la fabricación de armas y armaduras. Además, sobre ellos recaía la tarea de supervisar a los esclavos que trabajaban como mineros. Un renuntia de la I Hispanorum veterana registra el desplazamiento de un destacamento a los cercanos territorios de Dardania para trabajar en las minas de la región.

### Seguridad
Entre las tareas que los auxiliares desempeñaban fuera de los campamentos o fortalezas, estaba la de garantizar la seguridad en la provincia, realizando actividades de carácter policial e incluso de carácter administrativo. Los gobernadores provinciales no contaban con patrullas policiales regulares, y el personal administrativo a su cargo era muy reducido. Por ello, empleaban al ejército para muchas de estas funciones: la escolta del gobernador o de otros funcionarios de alto nivel, el patrullaje de las carreteras, la asistencia y escolta de los recaudadores de impuestos, el transporte de despachos oficiales y el arresto de proscritos. Un renuntia registra que un destacamento de 46 hombres fue separado de la I Tungrorum a fin de servir como escolta (singulares) para el gobernador de la provincia.
Las carreteras romanas eran habitualmente patrulladas en toda su longitud por destacamentos compuestos por soldados. Estos controlaban pequeños complejos, como las mutationes (lugares donde los caballos podían ser intercambiados) y las mansiones (extensos lugares en los que estaban presentes albergues, establos, tabernas y baños). Estos complejos podrían ser los 6 lugares no identificados en los que, según un renuntia perteneciente a la cohors I Tungrorum, estaban desplegados pequeños destacamentos de unos 10 hombres al mando de un centurión. Otro renuntia, este perteneciente a la I Hispanorum veterana, registra que un eques de esta misma cohorte fue asesinado por unos ladrones mientras patrullaba la carretera. Este hecho demuestra que los gobernadores mandaban a los soldados a patrullar las vías. Los soldados se destinaban asimismo para asistir a los agentes del procurator (el máximo oficial económico existente en la provincia), cuando estos debían recoger el portorium, el tributo imperial impuesto a los transportes de mercancías que atravesaban la vía pública. Este se pagaba en cada uno de los peajes de la carretera. La administración se valía de los dispositi, soldados pertenecientes a los regimientos equites cohortales estacionados en las mutationes, para transmitir rápidamente mensajes entre los fuertes próximos. Estos dispositi, cabalgando a todo galope con caballos frescos, podían mantener una velocidad media de 30 km/h.

### Vida social
El hecho de que todos los documentos hallados en Vindolanda fueran escritos por oficiales, apoya la creencia de que muchos de los hombres pertenecientes a los rangos inferiores de la jerarquía militar romana eran analfabetos. La lengua empleada es siempre el latín. Incluso los soldados galos, britanos y germanos, cuyas lenguas nativas eran de origen celta o germano, escribían a sus familiares en latín. Este hecho no significa que hubieran perdido la capacidad de hablar en su lengua de origen, sino que, simplemente, esas lenguas no llegaron a desarrollar una forma escrita. Los registros de Vindolanda indican que los hombres se dirigían a los oficiales superiores como domine (‘señor’) y entre ellos como frater (‘hermano’) o collega (‘camarada’). Las cartas halladas en el fuerte muestran que los soldados auxiliares no solo mantenían amistades dentro de su propio regimiento, sino también en otros regimientos o incluso en las legiones. La caza era la actividad de ocio preferida por los auxiliares, o al menos por los oficiales de los regimientos.

### Religión
Gracias a su condición de politeísta, la religión romana aceptaba y absorbía muchas deidades procedentes de otros pueblos, cuyas religiones eran igualmente en su mayoría politeístas. Sin embargo, los romanos establecían ciertos límites, prohibiendo todas aquellas creencias o prácticas que fuesen incompatibles con los principios básicos de la religión romana, como, por ejemplo, la prohibición de sacrificios humanos, en parte debido a que el druidismo fue prohibido durante el reinado del emperador Tiberio.
El cristianismo fue también prohibido por el hecho de que, al ser una religión monoteísta, sus seguidores se negaban a rendir culto a las imagines de emperadores presentes y pasados, y, por tanto, a prestar el sacramentum o juramento militar, negativa que los romanos consideraba un acto de traición.
En teoría, los soldados estaban autorizados a rendir culto solamente a aquellos dioses no romanos que habían sido aprobados oficialmente por el collegium pontificum, el consejo de altos sacerdotes romanos que regulaban la religión del Estado y que aprobaban si un culto de origen extranjero era aceptable. Si era así, mediante el proceso de interpretatio Romana, un dios no romano era unido oficialmente a un dios romano con el que compartía unas características básicas. Por ejemplo, Marte Tutatis era resultado de la adhesión del dios galo de la guerra al dios romano.
Oficialmente, todas las alusiones al dios no romano debían hacerse utilizando ese nombre conjunto, o bien a través del nombre romano solo. No obstante, los mandos del ejército no se esforzaban en la práctica en hacer cumplir estas normas fuera de los campamentos. Así, cuando los soldados estaban fuera de servicio se les permitía rendir culto a cualquier dios, siempre que este no estuviera prohibido expresamente por el Estado.
Muchas de las dedicatorias a los dioses que existen están dedicadas a entidades no romanas, sin expresión del nombre romano, y en especial aquellas que procedían de los rangos más bajos del ejército.
Sin embargo, los soldados auxiliares tenían que participar en una serie de ritos romanos religiosos oficiales. Estos incluían desfiles religiosos en honor a los dioses romanos más importantes, en especial a Júpiter, dios supremo del panteón romano. Muchos altares y lápidas de militares contaban con la inscripción IOM (Iovi Optimo Maximo), y otras eran dedicadas a Marte, el dios de la guerra, y a Minerva, diosa también asociada a la guerra. Este tipo de desfiles eran acompañados por sacrificios de animales y festejos. Además, los soldados tenían que rendir culto al emperador; se celebraban desfiles el día del cumpleaños del monarca, donde se paseaba su imagina y las de otros emperadores que habían sido deificados.
Los soldados auxiliares veneraban a un gran número de deidades, las cuales podían dividirse en tres categorías:
- Dioses romanos.
- Dioses de sus tierras de origen, como el Héroe Tracio, cuya inscripción figuraba casi siempre en las lápidas de los veteranos tracios; era representado como un jinete cargando contra un hombre.
- Dioses locales de las provincias en que servían, como el culto en Gran Bretaña a Coventina, una ninfa britana asociada a los manantiales. Se han hallado varias dedicatorias a la diosa britana en la fortaleza auxiliar de Carrawburgh, situada en las inmediaciones de la Muralla de Adriano.

A partir del siglo II, los cultos mistéricos se extendieron rápidamente por el Imperio. Entre los militares se hizo popular el mitraísmo, que veneraba al dios iraní Mitra, aunque el culto que se seguía en el Imperio pudo haber sido muy distinto del original. Esta religión, basada en ritos y ceremonias de iniciación secretas, estaba presente en el ejército romano, según atestigua el hallazgo de un templo mitraísta en Carrawburgh, pero probablemente su número de creyentes fuera escaso debido al reducido espacio del que se disponía para llevar a cabo las ceremonias religiosas. La posición social no era un requerimiento imprescindible para acceder a la religión, tal y como registran las inscripciones halladas en Nida (Heddernheim).
El cristianismo encontró muchos menos adeptos entre los militares hasta que se convirtió en la religión oficial romana en el siglo IV. Probablemente su escaso éxito entre los soldados se debió a que era una religión basada en una ideología pacifista, y también por tratarse de una secta proscrita objeto de periódicas persecuciones. Sin embargo, puede que contara con seguidores clandestinos en el ejército, especialmente en Oriente, donde se extendió entre los siglos II y III. El descubrimiento en la fortaleza situada en la ciudad de Dura Europos (Siria) de una iglesia que contenía pinturas cristianas indica que entre los soldados de aquel regimiento existían elementos cristianos.

## Despliegue deAuxiliaeen el sigloII
| Provincia             | Provincia                   | Región equivalente actual              | Alae (no.milliariae) | Cohortes (núm. mill.) | Total de regimientos | Fuerza de caballería | Fuerza de infantería | Total de auxilia | Núm. legiones | Legionarios (infantería) | Número de hombres |
| --------------------- | --------------------------- | -------------------------------------- | -------------------- | --------------------- | -------------------- | -------------------- | -------------------- | ---------------- | ------------- | ------------------------ | ----------------- |
| Britania              | Britania                    | Inglaterra/Gales                       | 11 (1)               | 45 (6)                | 56                   | 10 688               | 25 520               | 36 208           | 3             | 16 500                   | 52 708            |
| Frontera del Rin      | Germania Inferior           | Sur de Holanda/Valle del Rin           | 6                    | 17                    | 23                   | 4512                 | 8160                 | 12 672           | 2             | 11 000                   | 23 672            |
| Frontera del Rin      | Germania Superior           | Palatinado/Alsacia                     | 3                    | 22 (1)                | 25                   | 3336                 | 10 880               | 14 216           | 2             | 11 000                   | 25 216            |
| Frontera del Danubio  | Recia/Nórico                | Sur de Alemania/Suiza/Austria          | 7 (1)                | 20 (5)                | 27                   | 5280                 | 11 220               | 16 500           | 1             | 5500                     | 22 000            |
| Frontera del Danubio  | Panonia Inferior y Superior | Oeste de Hungría/Eslovenia             | 11 (2)               | 21 (4)                | 32                   | 8304                 | 11 360               | 19 664           | 3             | 16 500                   | 36 164            |
| Frontera del Danubio  | Moesia Superior             | Serbia                                 | 2                    | 10                    | 12                   | 1864                 | 4800                 | 6664             | 2             | 11 000                   | 17 664            |
| Frontera del Danubio  | Moesia Inferior             | Norte de Bulgaria/Rumanía              | 5                    | 12                    | 17                   | 3520                 | 5760                 | 9280             | 1             | 5500                     | 14 780            |
| Frontera del Danubio  | Dacia Inferior y Superior   | Rumania                                | 11 (1)               | 32 (8)                | 43                   | 7328                 | 17 920               | 25 248           | 2             | 11 000                   | 36 248            |
| Frontera Este         | Capadocia                   | Centro/Este Turquía                    | 4                    | 15 (2)                | 19                   | 3368                 | 7840                 | 11 208           | 3             | 16 500                   | 27 708            |
| Frontera Este         | Siria (Judea/Arabia)        | Siria/Líbano/Palestina/Jordania/Israel | 12 (1)               | 43 (3)                | 55                   | 10 240               | 21 600               | 31 840           | 5             | 27 500                   | 59 340            |
| Norte de África       | Egipto                      | Egipto                                 | 4                    | 11                    | 15                   | 3008                 | 5280                 | 8288             | 2             | 11 000                   | 19 288            |
| Norte de África       | Mauritania (África)         | Túnez/Argelia/Marruecos                | 10 (1)               | 30 (1)                | 40                   | 7796                 | 14 720               | 22 516           | 1             | 5500                     | 28 016            |
| Provincias Interiores | Provincias Interiores       |                                        | 2                    | 15                    | 17                   | 2224                 | 7200                 | 9424             | 1             | 5500                     | 14 924            |
| Total del Imperio     | Total del Imperio           |                                        | 88 (7)               | 293 (30)              | 381                  | 71 468               | 152 260              | 223 728          | 28            | 154 000                  | 377 728           |

Notas entre paréntesis relativas a la tabla anterior:

Mapa del Imperio romano durante el reinado de Adriano.

1. A fin de calcular el número de jinetes existentes entre las filas romanas, se ha aceptado de forma general que el 70 % de las cohortes eran equitatae, es decir, que comprendían un contingente de caballería, aunque no está del todo claro que esta cifra sea la real. Las cifras presentes en CAH XI muestran que el 50 % de las cohortes han sido identificadas positivamente como equitatae.[165] No obstante, se ha demostrado que había cohortes que no llevaban el título de equitata, pero que sí contaban con un regimiento de caballería, gracias al hallazgo de la lápida de un jinete adjunto a una cohorte ordinaria. Holder estima que en tiempos de Adriano (117-138), hasta el 70 % de las cohortes eran equitata, e incluso piensa que puede ser una subestimación.[166] Los regimientos de caballería dotaban de una mayor flexibilidad a la clase de operaciones que podían desempeñar las cohortes, hasta el punto de que una cohors equitata podía considerarse en la práctica como un pequeño ejército independiente.[167]
2. Las tablas muestran la importancia de los regimientos auxiliares en el siglo II, cuando estos superaban en número a las legiones en una proporción de 1,5 a 1.
3. Las tablas indican que las legiones no contaban con un complemento estándar de soldados auxiliares y que no existía ninguna relación entre los auxiliae y las legiones de una provincia.[168] La proporción variaba de 6 regimientos por legión en Capadocia a 40 por legión en Mauritania.
4. La caballería representaba cerca del 20 % de los auxiliae (incluyendo los pequeños contingentes de jinetes legionarios). No obstante, existían pequeñas variaciones; en Mauritania la proporción de caballería era del 28 %.
5. Las cifras muestran los masivos despliegues de auxiliares en Britania y Dacia. Juntas, estas dos provincias englobaban al 27 % del total de regimientos auxiliares.

## Citas
1. ↑  Hacia el año 75, todos los itálicos eran ciudadanos romanos, así como, probablemente, la mayoría de los habitantes del sudeste de la Galia y el sur de Hispania. En las provincias fronterizas, la proporción era mucho menor, aunque había crecido con el tiempo. Mattingly estima que la cuantía de ciudadanos romanos en Britania en 100 era de unas 50 000 personas, cerca del 3 % de la población total (Mattingly, 2006, pp. 166, 168).
2. ↑  Goldsworthy, 2000, p. 51.
3. ↑  «Dr. Christopher J. Dart:The Social War, 91 to 88 BCE.A History of the Italian Insurgency against the Roman Republic».
4. ↑  Goldsworthy, 2000, p. 52.
5. ↑  Goldsworthy, 2000, p. 126.
6. ↑  Goldsworthy, 2000, p. 107.
7. ↑  Keppie, 1996, p. 372.
8. ↑  Livio Ab Urbe Condita XXII.37
9. ↑  Cheesman, George Leonard (1914). The auxilia of the Roman Imperial Army (en inglés). Oxford. pp. 8-9.
10. ↑  Keppie, 1996, p. 373.
11. ↑  Goldsworthy, 2005, pp. 123, 133.
12. ↑  Keppie, 1996, p. 379.
13. ↑  Holder, 1980, p. 7.
14. ↑  Goldsworthy, 2005, p. 27.
15. ↑  Holder, 1980, p. 9.
16. ↑  Keppie, 1996, p. 382.
17. ↑  Tácito Anales IV.5
18. ↑  Goldsworthy, 2005, p. 64.
19. 1 2 3 4  Goldsworthy, 2000, p. 127.
20. ↑  Dión Casio, Historia Romana LV.29-34
21. ↑  Suetonio Las vidas de los doce césares Vida de Tiberio 16, 17
22. ↑  Goldsworthy, 2005, p. 123.
23. 1 2  Goldsworthy, 2000, p. 165.
24. 1 2 3 4  Keppie, 1996, p. 391.
25. ↑  «Introduction To Roman Military Diplomas». Roman Legions (en inglés).
26. 1 2 3  Birley, 2002, p. 43.
27. ↑  Dión Casio LXIX.9.6
28. ↑  Tácito Agricola 18.4
29. ↑  Tácito Germania 29.1
30. ↑  Tácito Historiae II.28
31. ↑  Tácito Anales IV.12
32. ↑  Tácito Historiae II.5
33. ↑  Tácito Historiae I.64, II.66
34. ↑  Tácito Historiae IV.14
35. 1 2  Birley, 2002, p. 44.
36. ↑  Tácito Historiae V.26
37. ↑  Tácito Agricola 35-8
38. ↑  Notitia Dignitatum Títulos IV y V
39. ↑  Mattingly, 2006, p. 132.
40. ↑  Roxan, 2003, p. 2003.
41. ↑  Holder, 2006.
42. 1 2  Keppie, 1996, p. 396.
43. 1 2 3  Mattingly, 2006, pp. 168-169.
44. ↑  Keppie, 1996, p. 394.
45. ↑  Keppie, 1996, p. 391. La primera mención de dicha unidad data del año 85.
46. ↑  Goldsworthy, 2005, p. 138.
47. ↑  Holder, 2003, p. 145.
48. ↑  Las Legiones II y III Italica durante el reinado de Marco Aurelio (161-180) y la I, II y III Parthica durante el reinado de Septimio Severo (197-211).
49. ↑  Hassall, 2000, p. 320.
50. ↑  25 legiones de 5000 hombres cada una.
51. ↑  28 legiones de 5500 hombres cada una (el duplicado del número de hombres que formaban las cortes se produjo durante el reinado de Domiciano (r. 81-96).
52. ↑  33 legiones de 5500 hombres cada una.
53. ↑  Según Tácito Anales IV.5
54. ↑  Holder, 2003, p. 120.
55. ↑  J. C. Spaul ALA (1996) 257-60 y COHORS 2 (2000) 523-7 identifica 4 alae y 20-30 cohortes reclutadas a finales de los siglos II y III.
56. ↑  Goldsworthy, 1995, p. 58. «9 cohortes de 480 hombres cada una, además de los guardaespaldas germanos»
57. ↑  Goldsworthy, 1995, p. 58. «9 cohortes dobles de 800 hombres cada una, además de 2000 equites singulares»
58. ↑  Según Tácito Anales
59. ↑  Hassall, 2000, p. 320 estima que eran 380 000 hombres.
60. ↑  MacMullen, 1980, p. 454 estima que eran 438 000 hombres.
61. ↑  MacMullen y 1980, 455.
62. ↑  John Lydus De Mensibus I.47
63. ↑  Holder, 2006, p. 985.
64. ↑  Roxan, 2003, p. 672.
65. 1 2  Campbell, 2005, p. 212.
66. ↑  Dión Casio, LXXI
67. ↑  Stathakopoulos, Dionysios (2008).  Byrne, J. P., ed. Encyclopedia of Pestilence, Pandemics and Plagues. Greenwood Press. pp. 536-538. ISBN 978-0-313-34101-4.
68. ↑  Zósimo Nueva Historia 26, 37, 46
69. ↑  Jones, A. H. M. (1986). The later Roman Empire (en inglés). Johns Hopkins University Press. p. 608. ISBN 978-0801832857.
70. ↑  Mattingly, 2006, p. 239.
71. ↑  Goldsworthy, 2000, p. 174.
72. ↑  Vegecio De re militari III.3
73. ↑  Goldsworthy, 2005, pp. 138-139.
74. ↑  Goldsworthy, 2005, p. 78.
75. ↑  Watson, G. R. (1985). The Roman soldier (en inglés). Cornell University Press. p. 25. ISBN 978-0801493126.
76. 1 2  Hassall, 2000, p. 336.
77. ↑  Vegecio op cit II.2
78. 1 2 3 4  Rossi, 1971, p. 102.
79. ↑  Rossi, 1971, p. 59.
80. ↑  Mattingly, 2006, p. 207.
81. ↑  Goldsworthy, 2005, p. 129.
82. ↑  Hassall, 2000, p. 337.
83. 1 2  Goldsworthy, 2005, p. 136.
84. ↑  Goldsworthy, 2005, p. 209.
85. ↑  Goldsworthy, 2005, pp. 52-53.
86. ↑  Tácito Historiae I.59, IV.12
87. ↑  Tácito Anales 12.31-40
88. ↑  Rossi, 1971, p. 118.
89. ↑  Mattingly, 2006, pp. 162-163, 188.
90. ↑  Goldsworthy, 2000, p. 156.
91. ↑  Mattingly, 2006, p. 168.
92. ↑  Hassall, 2000, pp. 332-334.
93. ↑  Flavio Arriano Ars Tactica 17.3
94. 1 2 3  Birley, 2002, p. 46.
95. ↑  Tomando los datos de Goldsworthy, 1995, pp. 95-105; Holder, 1980, pp. 86-96; Elton, 1996, p. 123.
96. ↑  Elton, 1996, p. 123.
97. ↑  Davies, 1988, p. 148.
98. ↑  Military Diplomas Online. Introducción.
99. ↑  Holder, 2006. Apéndice 4
100. ↑  Mattingly, 2006, p. 190.
101. 1 2  Holder, 1980, pp. 86-88.
102. ↑  Goldsworthy, 2005, p. 74.
103. ↑  Holder, 2006, p. 975.
104. 1 2  Goldsworthy, 2005, p. 94.
105. ↑  Goldsworthy, 2005, p. 95.
106. ↑  Partiendo de los datos de Goldsworthy, 2005, p. 94; Duncan-Jones, 1994, pp. 33-41.
107. ↑  Duncan-Jones, 1994, p. 34.
108. ↑  Goldsworthy, 1995, p. 96.
109. ↑  Duncan-Jones, 1994, p. 40.
110. ↑  Duncan-Jones, 1994, p. 36.
111. 1 2  Birley, 2002, p. 47.
112. ↑  Birley, 2002, pp. 47-48.
113. 1 2  Goldsworthy, 2005, p. 73.
114. 1 2  Goldsworthy, 2005, p. 72.
115. ↑  Devijver, Hubert (2001). Prosopographia militiarum equestrium (en inglés). Bélgica: Leuven University Press. ISBN 9789058671622.
116. ↑  Goldsworthy, 2005, p. 65.
117. ↑  Goldsworthy, 2005, pp. 65-66.
118. ↑  Goldsworthy, 2005, p. 137.
119. ↑  Rossi, 1971, p. 104.
120. ↑  Goldsworthy, 2000, p. 140.
121. ↑  Goldsworthy, 2005, p. 58.
122. ↑  Cheesman, George Leonard (1914). The auxilia of the Roman Imperial Army (en inglés). Oxford.
123. ↑  Davies, 1988, pp. 141-143.
124. ↑  Rossi, 1971, p. 104. Rossi sugiere que la tribu de la Columna de Trajano fuera la tribu germánica de los aesti.
125. ↑  Dión Casio LXXI.16
126. ↑  Cuya abreviatura es CR.
127. ↑  Goldsworthy, 2005, p. 97.
128. ↑  Goldsworthy, 1995, p. 97.
129. ↑  Goldsworthy, 2005, pp. 96-97.
130. ↑  Lápidas de Vindolanda 166-177
131. ↑  Goldsworthy, 2005, p. 90.
132. ↑  Mattingly, 2006, p. 200.
133. 1 2 3  Lápidas de Vindolanda 154
134. 1 2 3  Davies, 1988, p. 146.
135. ↑  Lápida de Vindolanda 164
136. ↑  Lápida de Vindolanda 242
137. ↑  Goldsworthy, 2005, p. 92.
138. ↑  Renuntia presente en Goldsworthy, 2005, p. 145.
139. ↑  Lápidas de Vindolanda 182, 343
140. ↑  Lápidas de Vindolanda 155, 180, 182, 183, 184, 207, 309
141. ↑  Birley, 2002, p. 48.
142. ↑  Lápidas de Vindolanda Online Introducción: Soldados y Civiles
143. 1 2  Goldsworthy, 2005, pp. 112-113.
144. ↑  Goldsworthy, 2005, pp. 146-148.
145. ↑  D.J. Thompson en Wacher (1988) 557
146. ↑  Lápidas de Vindolanda 155, 258
147. ↑  Goldsworthy, 2005, p. 249.
148. ↑  Burton, 1988, pp. 424-426.
149. ↑  Goldsworthy, 2005, p. 149.
150. ↑  Goldsworthy, 2005, p. 91.
151. ↑  Lápida de Vindolanda 154
152. ↑  Renuntia mostrado en Goldsworthy, 2005, p. 145.
153. ↑  Burton, 1988, p. 428.
154. ↑  Lápidas de Vindolanda 346
155. ↑  Lápidas de Vindolanda 166, 311
156. ↑  Lápidas de Vindolanda 311, 174, 213
157. ↑  Plinio el Viejo Historia Natural XXX.4
158. ↑  Mattingly, 2006, p. 484.
159. ↑  Mattingly, 2006, pp. 214-216.
160. ↑  Goldsworthy, 2005, p. 108.
161. ↑  Mattingly, 2006, p. 215.
162. ↑  Goldsworthy, 2005, p. 110.
163. ↑  Meier-Arendt, Walter (1983). Römische Steindenkmäler aus Frankfurt am Main: Auswahlkatalog (en alemán). Stadt Frankfurt Dez. Kultur u. Wissenschaft. ISBN 978-3882703009.
164. ↑  Según Holder, 2003, p. 145.
165. ↑  Hassall, 2000, p. 332.
166. ↑  Holder, 2003, p. 119.
167. ↑  Goldsworthy, 2005, p. 168.
168. ↑  Goldsworthy, 2000.

## BIbliografía
- Birley, Anthony (2002). Band of Brothers: Garrison Life at Vindolanda (en inglés). ISBN 978-0752419503.
- Burton, G. (1988).  Wacher, J., ed. The Roman World (en inglés). ISBN 0-7100-9975-4.
- Campbell, Brian (2005). «The Army». Cambridge Ancient History Vol. XII: The Crisis of Empire 193-337 (en inglés) (2.ª edición). ISBN 9780521301992.
- Davies, R. W. (1988). Service in the Roman Army (en inglés). ISBN 978-0852244951.
- Duncan-Jones, Richard (1990). Structure and Scale in the Roman Economy (en inglés). ISBN 9780511552649.
- Duncan-Jones, Richard (1994). Money and Government in the Roman Empire (en inglés). ISBN 9780511552632.
- Elton, Hugh (1996). Frontiers of the Roman Empire (en inglés). Indiana University Press. ISBN 9780253331113.
- Goldsworthy, Adrian (2000). Roman Warfare (en inglés). ISBN 9780304352654.
- Goldsworthy, Adrian (2005). Complete Roman Army (en inglés). ISBN 0-500-05124-0.
- Hassall, Mark (2000). «The Army». Cambridge Ancient History Vol. XI: The High Empire 70-192 (en inglés) (2.ª edición). ISBN 9780521263351.
- Holder, Paul (1980). Studies in the Auxilia of the Roman Army (en inglés). ISBN 978-0860540755.
- Holder, Paul (2003). «Auxiliary Deployment in the Reign of Hadrian». Bulletin of the Institute of Classical Studies (en inglés) 46 (S81): 101-145. doi:10.1111/j.2041-5370.2003.tb01979.x.
- Holder, Paul (2006). Roman Military Diplomas V (en inglés). OCLC 70265013.
- Keppie, Lawrence (1996). «The Army and the Navy». Cambridge Ancient History Vol. X: The Augustan Empire 30BC - 69 AD (en inglés) (2.ª edición). ISBN 9780521264303.
- Luttwak, Edward (1976). The Grand Strategy of the Roman Empire (en inglés). OCLC 947200933.
- MacMullen, Ramsay (1980). «How Big was the Roman Imperial Army?». Klio (en inglés) 62 (62): 451-460. doi:10.1524/klio.1980.62.62.451.
- Mattingly, David (2006). An Imperial Possession: Britain in the Roman Empire (en inglés). ISBN 9780713990638.
- Rossi, L. (1971). Trajan's Column and the Dacian Wars (en inglés). OCLC 566271408.
- Roxan, Margaret (2003). «Roman Military Diplomas IV». Bulletin of the Institute of Classical Studies (en inglés) (82). ISSN 2398-3264.